# Stockholms nedlagda byggprojekt

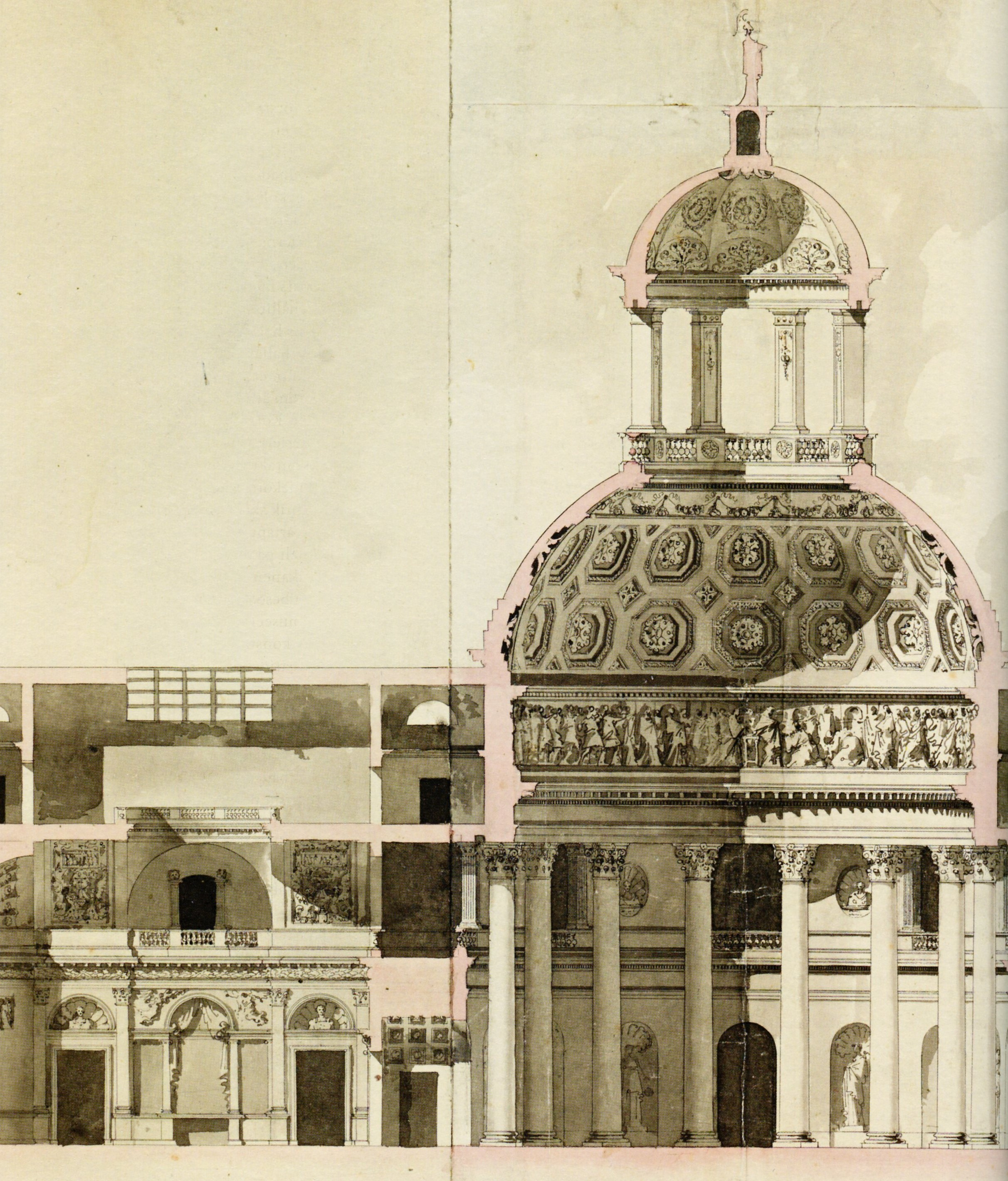
Del av Louis Jean Desprez längssektion genom Stora Haga slott som visar den centrala kupolbyggnaden. Slottsbygget är ett exempel för ett av Stockholms stora nedlagda byggprojekt. Det stoppades 1792 kort efter Gustav III:s död när bara källargrunden var färdigställd, som numera kallas "Haga slottsruin".

Stockholms nedlagda byggprojekt omfattar stadsplaner, byggnader och infrastrukturanläggningar. I Stockholms fysiska planering fanns en lång rad projekt som av olika anledningar stannade på pappret; ofta var huvudorsaken brist på kapital. Som exempel kan nämnas Karl XII:s hemliga nybyggnadsplaner kring Stockholms slott och Gustav III:s långtgående planer för flera monumentalbyggnader i centrala Stockholm. Några projekt påbörjades men avbröts i förtid, som Stora Haga slott i Hagaparken vars bygge 1792 avstannade vid källarvalven. Ett annat exempel är Johanneshovs skans som skulle bli ett av 42 försvarsverk runt Stockholm. Arbetena med skansen avbröts 1860 eftersom den typen av militära befästningar ansågs vara föråldrade och att inga fler medel tillhandahölls.
På 1870-talet fanns flera konkreta förslag att riva en stor del av Gamla stans bebyggelse, men planen stupade på grund av brist på medel och att man inte heller visste vart Gamla stans invånare skulle evakueras. Ett av de största men aldrig genomförda stadsplanerna var regleringen av Norra Djurgården som presenterades 1903 av Ladugårdsgärdeskommittén. Den omfattade en ny stadsdel lika stort som det dåvarande bebyggda Stockholm. Men istället för bostadskaserner på Djurgården satsades på Stockholms trädgårdsstäder i nyförvärvade ytterområden. I samband med Stockholms omdaning efter andra världskriget märks en lång rad trafikleder som aldrig genomfördes. Anledning var såväl brist på pengar som en ändrad folkopinion.

## 1600-talets ofullbordade regleringar och byggnadsverk

### Reglering av Södra Djurgården

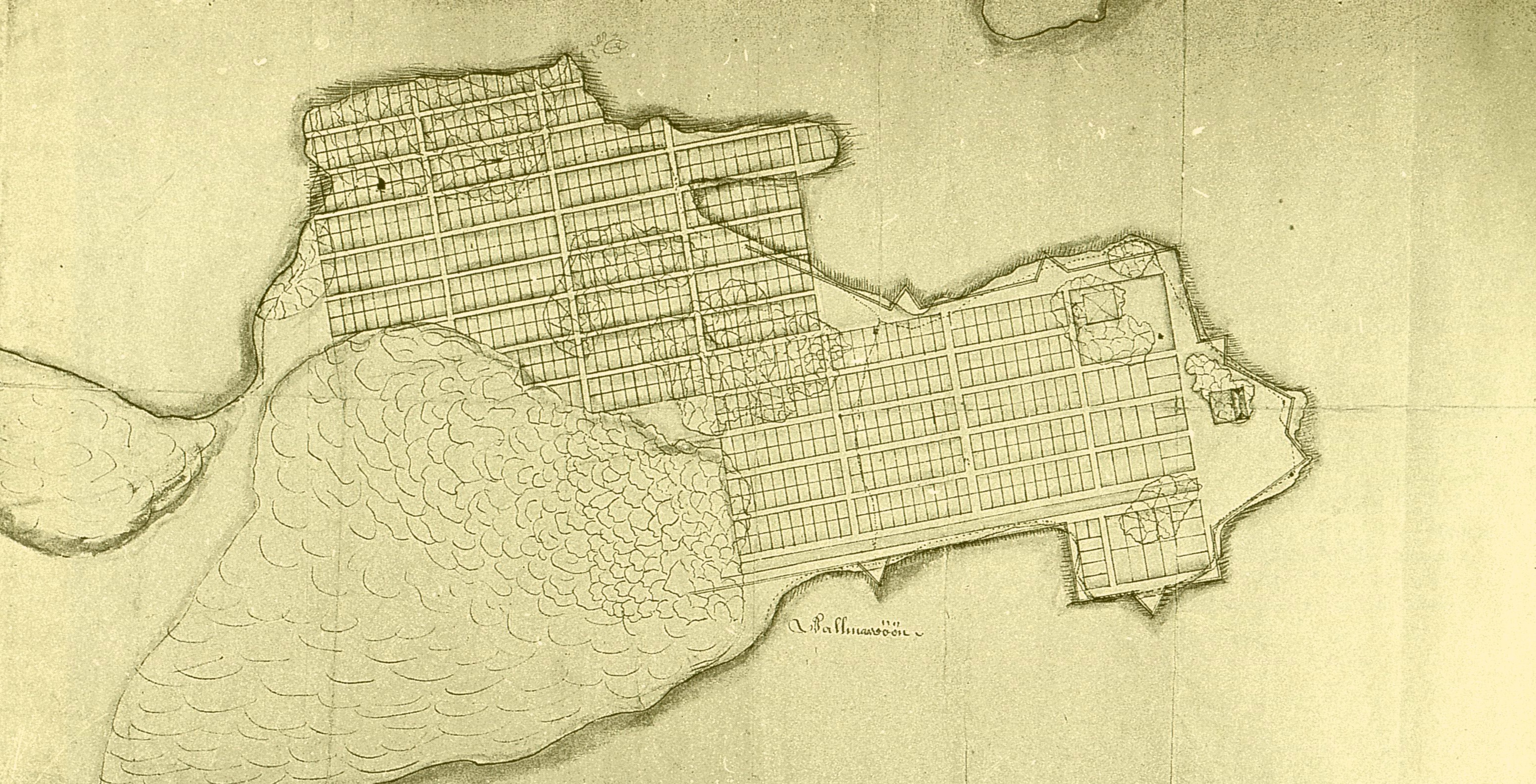
Stadsplan för Södra Djurgården, 1630-tal,
norr är till höger.

De stora stadsbyggnadsförändringarna som kom igång under 1630- och 1640-talen gällde Stockholms malmar, där i princip hela den gamla bebyggelsen skulle utplånas och ersättas av regelbundna kvarter och raka gator. Stockholms reglering så som den planerades på 1600-talets mitt genomfördes i stora drag och präglar fortfarande idag stadens gatubild gällande gatornas riktning och bredd samt kvartersindelning. Men det fanns även planer att reglera andra delar av Stockholms ytterområden som aldrig realiserades, exempelvis på Djurgården. 
Ett stadsplaneförslag för västra delen av Södra Djurgården, som troligen härstammar från 1630-talet realiserades aldrig. Planen omfattar omkring 800 mindre tomter, flertalet 20x30 alnar (motsvarande 11,8x17,8 meter) stora och utlagda som en regelbunden matta med huvudriktning nord-syd. Några tomter är större och en av dessa innehåller ett förslag till kyrka med kyrkogård (ungefär där Nordiska museet ligger idag). Några kvarter har ritats ute i vattnet, på en framtida utfyllnad. Längs strandlinjen syns ett försvarsverk med fem mindre bastioner. Förslaget finns inte omnämnd i kända samtida skriftliga källor, men är arkiverat i Krigsarkivet.

### Försvarsverk kring Stockholm
När Stockholms stadsmurar revs på 1620-talet blev tullstaketen stadens gräns mot omlandet. Bortsett från detta staket som kan ha varit en palissad eller mur fanns - till skillnad från många större europeiska städer - aldrig något försvarsverk kring staden. Stockholm hade med sin geografi visserligen ett gynnsamt försvarsläge och genom Vaxholms fästning ett skydd mot angrepp från Östersjön, men mot landstyrkor hade staden inget skydd. Stockholms fasta försvar har under fredstider fått förfalla men i oros- eller krigstider skulle de rustas upp "i hast och allvar".

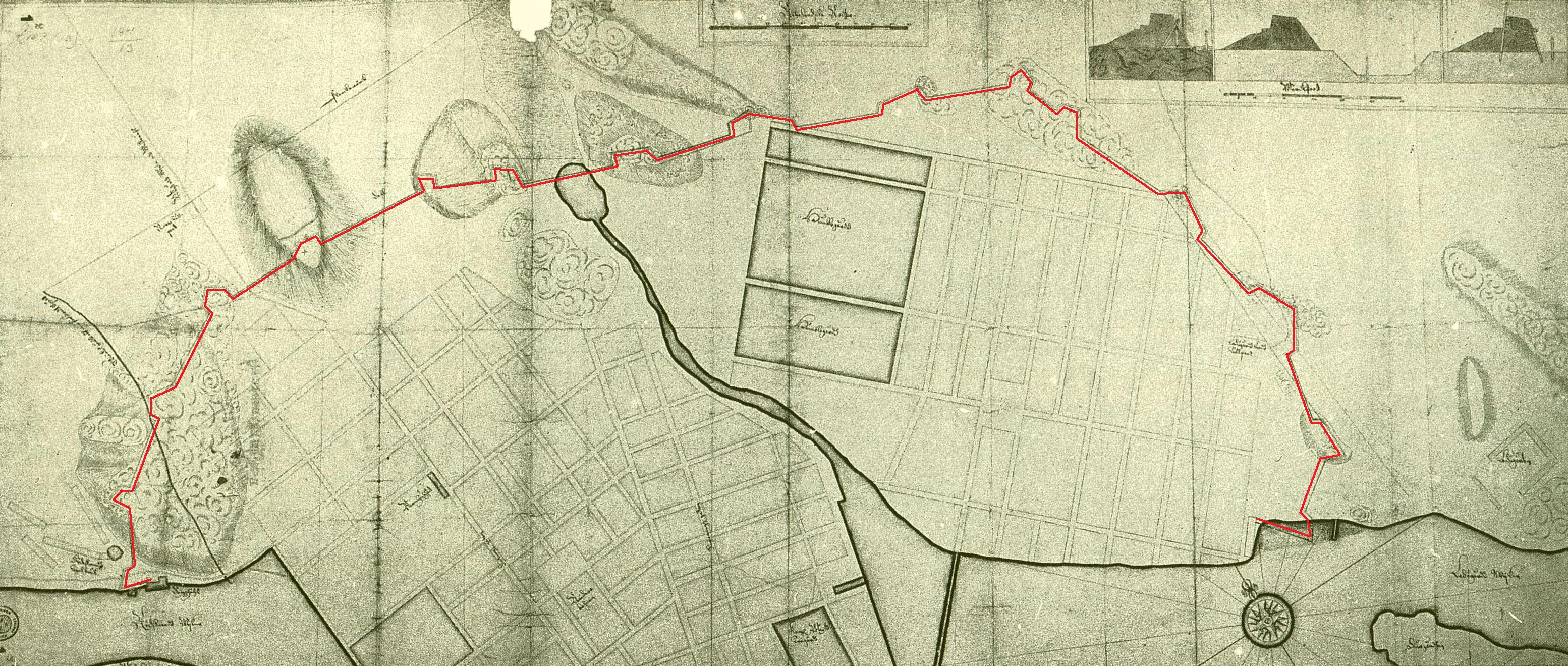
Provisoriskt försvarsverk (ifyllt med rött) kring Norrmalm och Ladugårdsgärde, 1659.

Återkommande diskussioner om stadens befästande fördes under 1600-talet, bland annat var frågan uppe i riksrådet 1643. Här menade man att ett försvarsverk skulle kunna uppföras på tio eller tjugo år och riksrådet såg nödvändigheten … att nu fattades en viss och oföranderligh dessen, huru det skulle befästas, på det man alltid efter handen kunde arbeta därefter… Om hela den föreslagna befästningsplanen genomfördes är okänd. Det som realiserades var Grinds skans och Danviks skans men ett föreslaget kastell på Beckholmen och en citadell på Södermalms klippor byggdes inte.
Frågan om en försvarsgördel runt huvudstaden aktualiserade igen under Karl X Gustavs tid. Omkring 1662 nämner Erik Dahlbergh i en skrift att kungen “uppgjort ett förträffligt koncept och förslag”. Planen finns inte bevarad på en karta men den beskrevs av Johan Wärnschiöldh. Projektet omfattade en befästningsgördel som sträckte sig runt alla stadsdelar och vattnet mellan stadsdelarna skull befästa med flytande “vattenverk“. 1669 beslöt Karl XI att uppskjuta Stockholms befästande till “bekvämare tijd”. Frågan om en fast försvarsanläggning runt Stockholm blev ett långdraget ärande som aldrig fick någon lösning.
I Krigsarkivet finns emellertid några kartor över Norrmalm och Ladugårdslandet som visar förslag till en provisorisk befästningsgördel. Kartan bär titeln Dessein öfwer Nårre förstadens befästande i Stockholm och upprättades sannolikt 1659. Befästningsverket sträcker sig från Klara sjö söder om tullstaketet i ostlig riktning och följer sedan tullstaketet norr om Ladugårdsgärdets planlagda område ner till Ladugårdslandsviken. Längs sträckan märks ett femtontal bastioner. I Lantmäteriverkets arkiv existerar en liknande karta med titel N:o 1. Project öfwer Östre och Wästre Malmarnas Provicional Wärk ij Stockholm. I kartans övre högar hörn visas dessutom befästningsverkets utformning i sektion.

### Regleringsplaner väster om Slottet

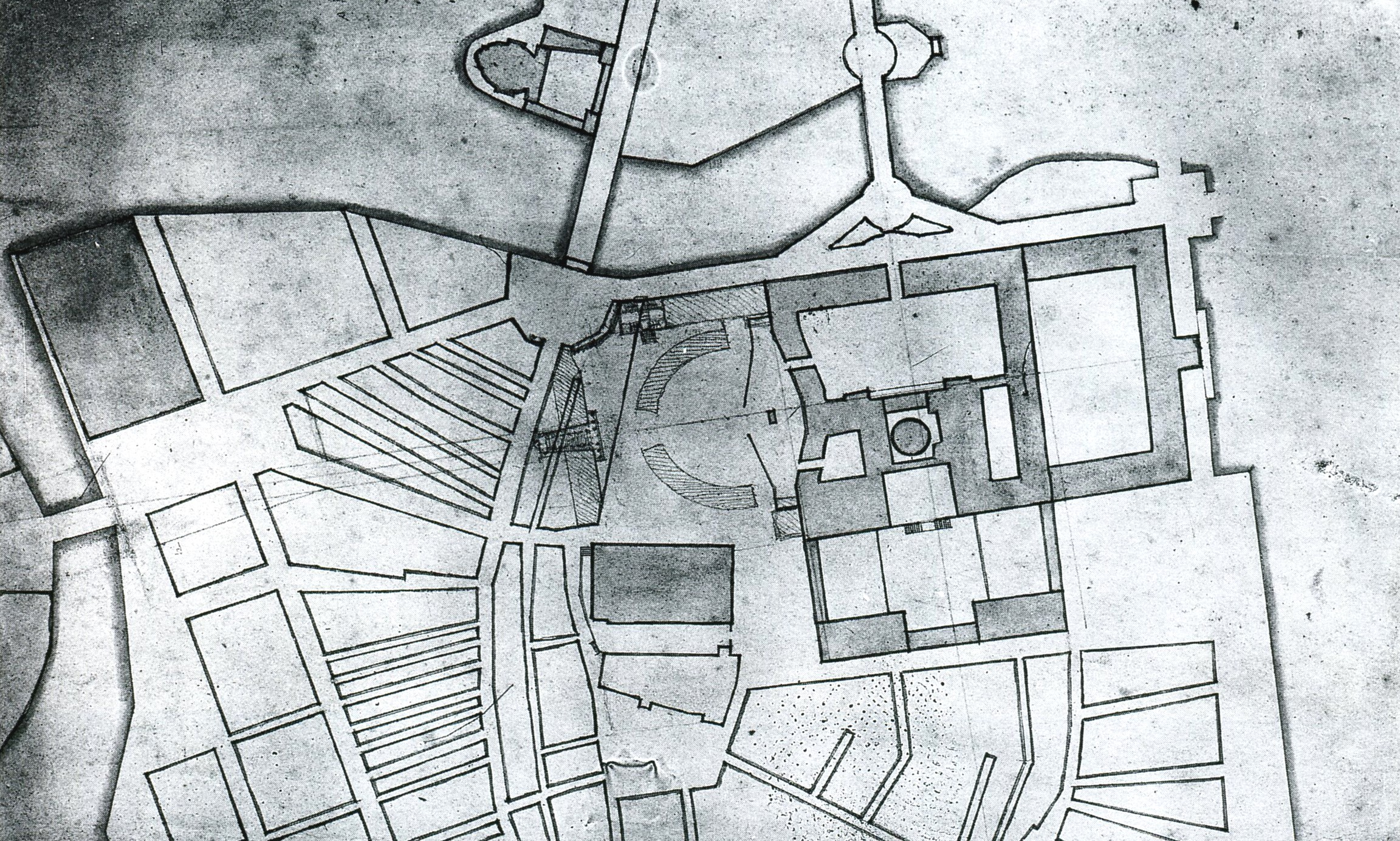
Tessin d.y:s reglering av stadsområdet väster om slottet, 1650-tal och 1690-tal.

En karta över Stadsholmen från 1650-talet illustrerar Jean de la Vallée ett förslag till nygestaltningen av Slottet Tre kronor. Projektet medförde även en ny reglering av Slottsbacken, som delvis skulle bli kringbyggd. Intressant är Nicodemus Tessin d.y.s kompletteringar med blyerts på denna karta, som troligen infördes under 1600-talets slut. Här finns en tidig skiss för norra fasadens västra flygelbyggnad samt de båda svängda flyglarna kring yttre borggården (båda utfördes). 
Tessin planerade även stadsområdet väster om slottet med en stor fritrappa i skenperspektiv i nuvarande kvarteret Neptunus större med anslutning till Västerlånggatan samt en bred gata till nuvarande Mynttorget, rakt genom kvarteret Cephalus (genomfördes aldrig). Från slottets centrum hade han tänkt sig en syftlinje västerut ända till Riddarholmskyrkan, som skulle bli en point de vue (slutpunkt i en syftlinje).

## 1700-talets ofullbordade regleringar och byggnadsverk

### Tessins plan för slottsområdet och nedre Norrmalm

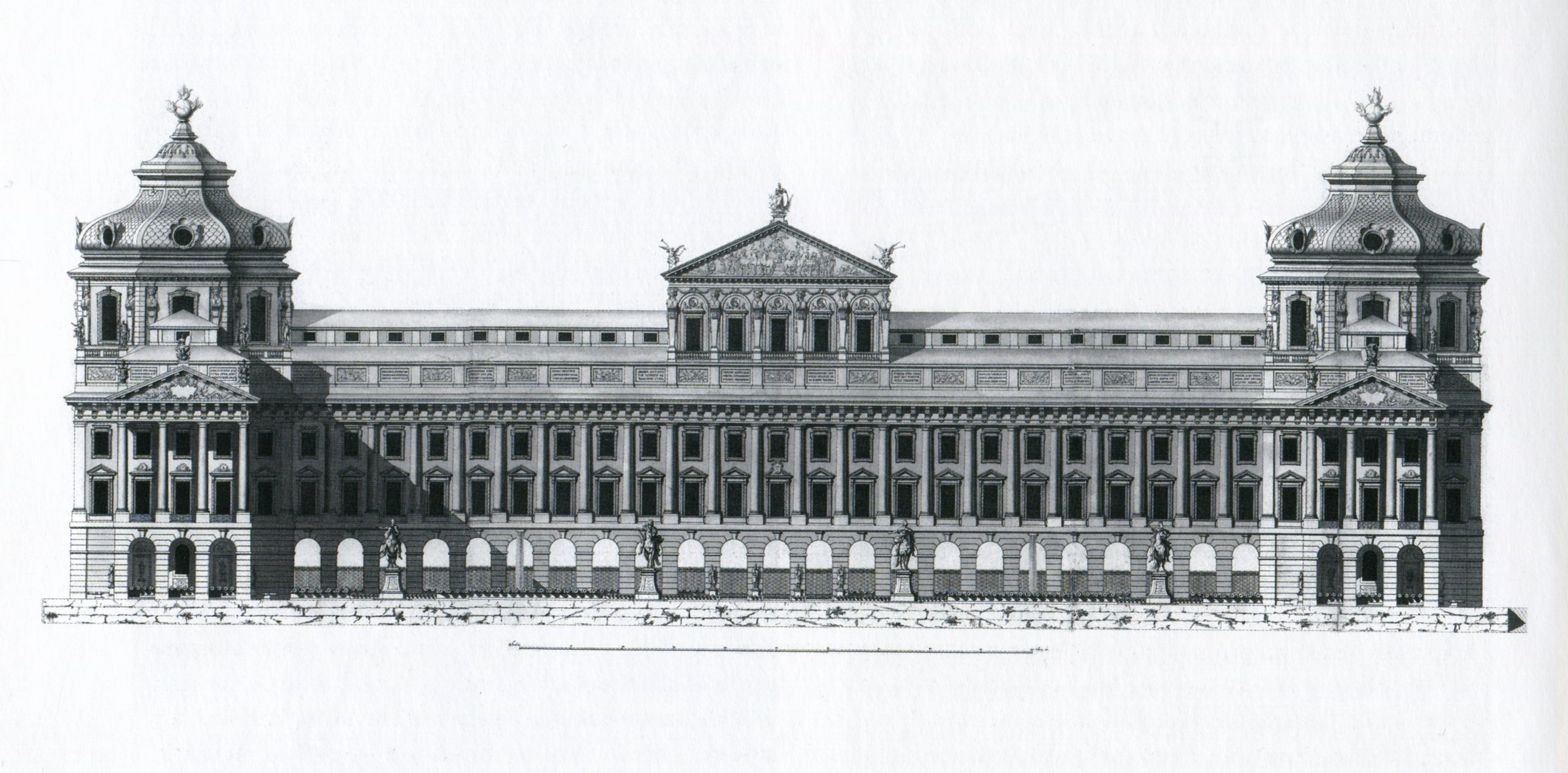
Tessin d.y:s förslag till segerhall och troféplats i Kungsträdgården, fasad mot Strömmen, 1707.

Stadsplaneändringar för bebyggelsen runt Stockholms slott hade redan under tidigt 1700-tal framlagts av överintendenten och slottsarkitekten Nicodemus Tessin d.y. Tessins stadsplaneförslag var klart 1713 och i hans plan hade slottsomgivningen fått en ny skepnad. Här ingick bland annat en ny Norrbro med en skulpturallé, en väldig kungadom norr om dagens Gustaf Adolfs torg och en ny kupolkrönt barockkyrka med två kampaniler som skulle ersätta Riddarholmskyrkan och som förde tanken till Peterskyrkan i Rom. Torget skulle kantas av fontäner och flera palats.
Mot Strömmen, i Kungsträdgårdens förlängning, tänkte Tessin sig en 112 meter lång "segerhall" som skulle ersätta det "vanskapta" palatset Makalös. Segerhallen smyckades med arkader och kolonner i dorisk ordning samt med hörntorn och hade utställningshallar med 50 meters takhöjd. Här skulle det radas upp erövrade kanoner, fanor och andra krigstroféer. På Helgeandsholmen planerade han en beridarebana för ryttarspel och andra förlustelser för allmänheten, till och med en björngård skulle byggas. Det gillade dock inte kungen Karl XII, som helst ville ha Helgeandsholmen för sig själv.
Slottsbacken skulle förses med ramper till en uppåt avsmalnande plats framför Storkyrkan som skulle kläs i en ny barockfasad. Även Stortorget skulle byta skepnad och ett nytt råd- och börshus var planerat. Tessin d.y. var övertygad om att hans planer en dag skulle bli verklighet, samtidigt som den nya slottsbyggnaden stagnerade. Stadsplaneprojektet hölls hemligt av Karl XII; det var omöjligt att genomföra. Sveriges stormaktstid gick till ända och planerna för en skulpturallé, en segerhall och en omdanad Slottsbacken stannade på papperet.

### Gustav III:s ofullbordade byggnadsprojekt
Till sitt förfogande hade Gustav III en stor stab av arkitekter och konstnärer som skulle förverkliga kungens storslagna ambitioner gällande en rad kulturella och kungliga byggnader i och utanför Stockholm. 

#### Hagaparken

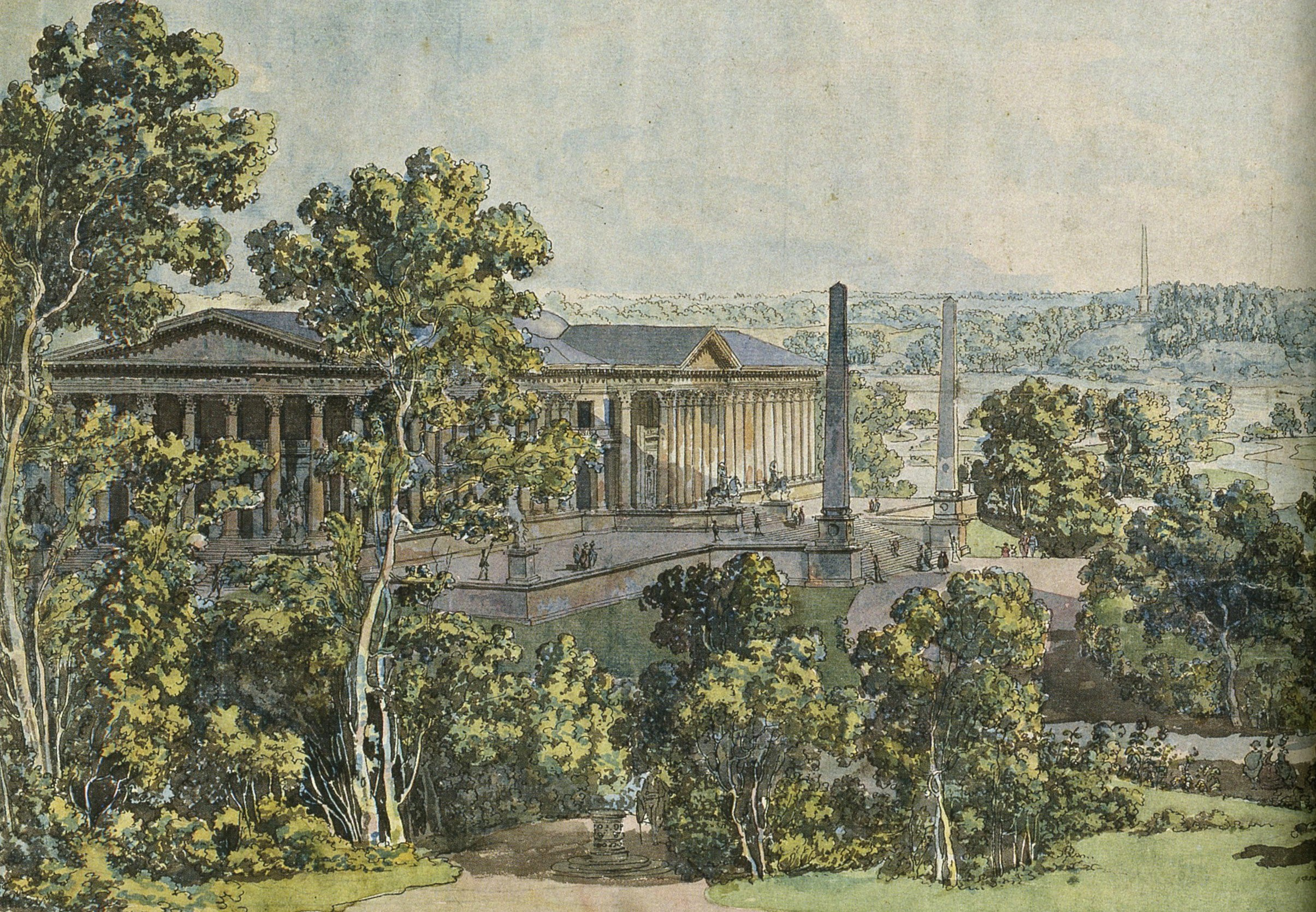
Gustav III:s dröm om Stora Haga slott, illustration av Louis Jean Desprez, 1790-tal.

Gustav III:s långtgående planer för Hagaparken och omgivningar kring Brunnsviken är kända. Hans största projekt var Stora Haga slott, som inte kom längre än till källarvalven. Omedelbart efter grundstensläggningen påbörjades de omfattande arbeten med grunden och källaren till slottsbyggnaden efter ritningar av Olof Tempelman. Först sedan bygget varit igång något år grep Gustav III, som var mycket intresserad av arkitektur, själv in i skissarbeten och drog ut byggnaden med flyglar åt sidorna med långa rader av totalt 70 stycken korintiska kolonner. Nu skulle det bli ett konstmuseum där kungen ville visa sin samling av antika skulpturer och sin rätt betydande tavelsamling som han fört hem från Italien och Frankrike. Dessutom skulle slottet rymma teater, festsalar och bostäder för hela hovet. Som mest arbetade närmare 800 personer i det stora slottsprojektet.
Efter att Carl Fredrik Adelcrantz, Erik Palmstedt och Tempelman hade arbetat med slottsprojektet började Gustav III tvivla på arkitekternas förslag och år 1787 överlämnades det fortsatta arkitektuppdraget till Louis Jean Desprez. På Despréz slutgiltiga fasadritning till slottets huvudfasad syns byggnadens mäktiga kolonnrad. Slottet var tänkt som slutet på en rak visuell axel från Stockholms slott via Sveavägen, Bellevueparken och Brunnsviken till Hagaparken, en sträcka på knappt 5 km. Ända till 1942 fanns denna visuella axel i Stadsplanekontorets förslag till "Stadsplan för Nedre Norrmalm". Arbetet på slottet avbröts vid kungens död i mars 1792 och Stora Haga slott blev aldrig färdigställt.

#### Slottsområdet i Stockholm

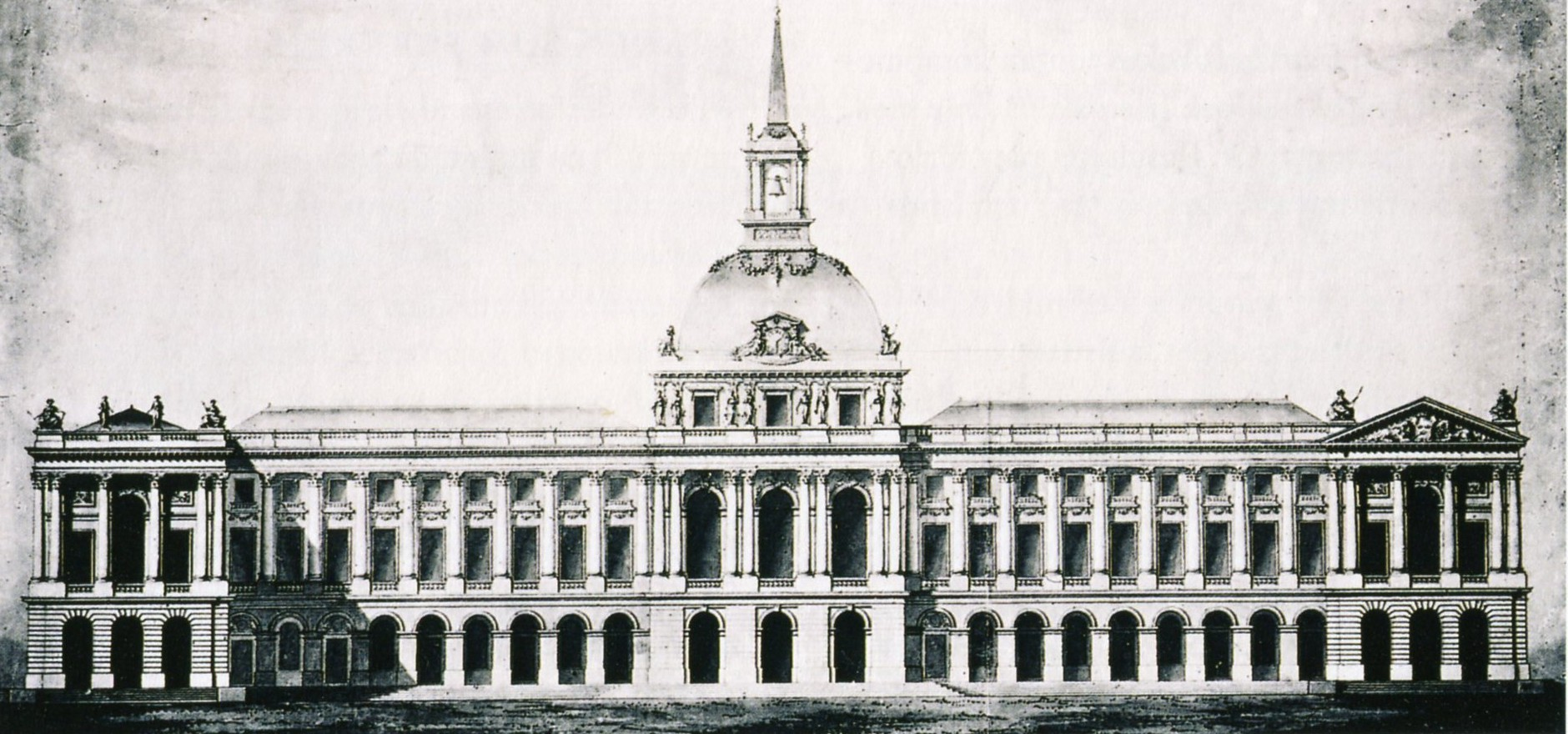
L.G. Taravals förslag till nytt stadshus, 1781.

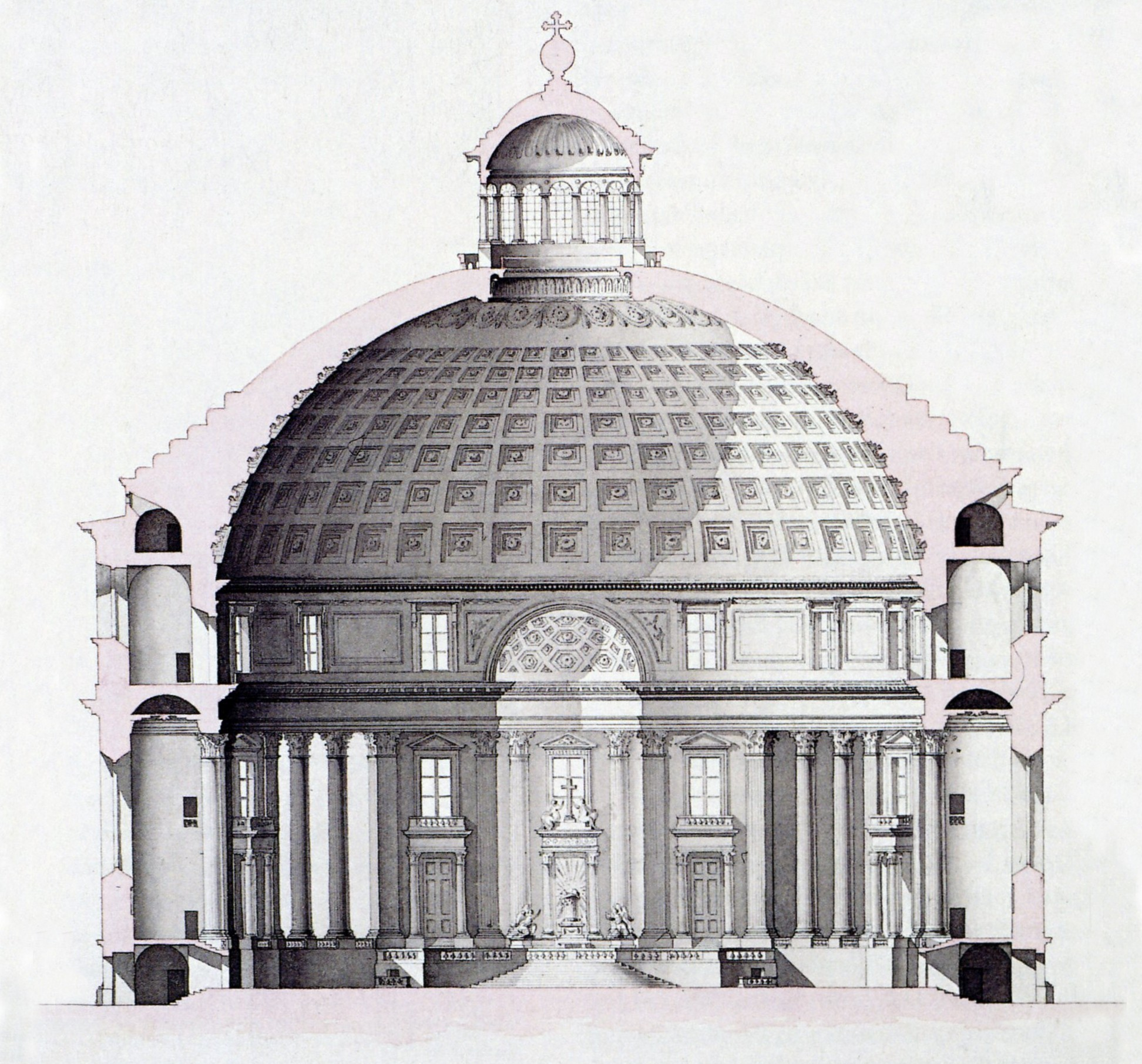
E. Palmstadts förslag till Panteon, 1791.

Mindre känt är att Gustav III även skulle stöpa om omgivningen kring Stockholms slott med en rad monumentalbyggnader. Till grund för sina idéer låg Tessin d.y:s och Karl XII:s hemliga planer från 1700-talets början. De upptäcktes 1774 och utställdes på Konstakademien.
I Gustav III:s visioner om nya byggnader kring Stockholms slott fanns bland annat ett stadshus vid norra sidan av dåvarande Norrmalmstorg (idag Gustav Adolfs torg), ritad av den svensk-franske målaren och arkitekten Louis Gustave Taraval, ett kungligt teater i Slottsbackens förlängning mot Saltsjön, ritad av Erik Palmstedt, en ny stadskyrka vid Slottsbackens södra sida (Palmstedt), Stockholms panteon på Riddarholmskyrkans plats (Palmstedt), ett kungapalats vid en av Stockholms stränder (Palmstedt) och en offentlig badanläggning under den projekterade Norrbro, ritad av Carl Fredrik Adelcrantz. Trädgårdsarkitekten Fredrik Magnus Piper hade fått kungens beställning på att göra om den barockformade Kungsträdgården till en engelsk park med “äkta vild natur”, en näst intill omöjlig uppgift med tanke på den befintliga geografin.
Området från Skeppsbron till Munkbron skulle bli en enda stor kungsplats. I planen fanns inte rum för Storkyrkan, som “störde” planeringen. Med Storkyrkan ur vägen kunde Slottsbacken förlängas mot nordväst ända fram till Riddarhustorget genom att bredda Storkyrkobrinken och anlägga ett nytt torg i korsningen med Västerlånggatan. Förslaget påminner om Tessin d.y:s regleringsplaner från slutet av 1690-talet för stadsområdet väster om slottet.
Till slottsområdets större projekt hörde Stockholms panteon. Det blev Erik Palmstedts sista stora kungliga uppdrag. Han skulle rita, kostnadsberäkna och förbereda utförandet. I maj 1791 presenterade Palmstedt sitt projekt. Det visade en nyantik replik av Roms Pantheon. Riddarholmskyrkan skulle rivas. Byggtiden för ett “värdigare kungligt vilorum” hade han beräknat till tio år. Under tiden kunde Storkyrkan användas för att sedan “jämväl vara nedtagen”.
Palmstedt utarbetade även noggranna ritningar för alternativa placeringar av Stockholms panteon. Ett av placeringsalternativen var norr om Gustaf Adolfs torg, ett annat i kvarteret Atomena (mittemot Riddarhuset) och ett tredje på Stora Bollhusets tomt vid Slottsbacken. Palmstedt förespråkade dock att Stockholms panteon skulle byggas på Riddarholmskyrkans plats, inte minst eftersom den nedrivna kyrkan kunde bidra med gratis byggnadsmaterial. 
Ett knappt år senare skedde mordet på Gustav III och kungens många byggprojekt avbröts. På sin dödsbädd försökte kungen förmå sin bror hertig Karl att fullfölja planerna. Det enda han genomförde var att besluta rivningen av Stora Bollhuset.

## 1800-talets ofullbordade regleringar och byggnadsverk

### Gamla Stan

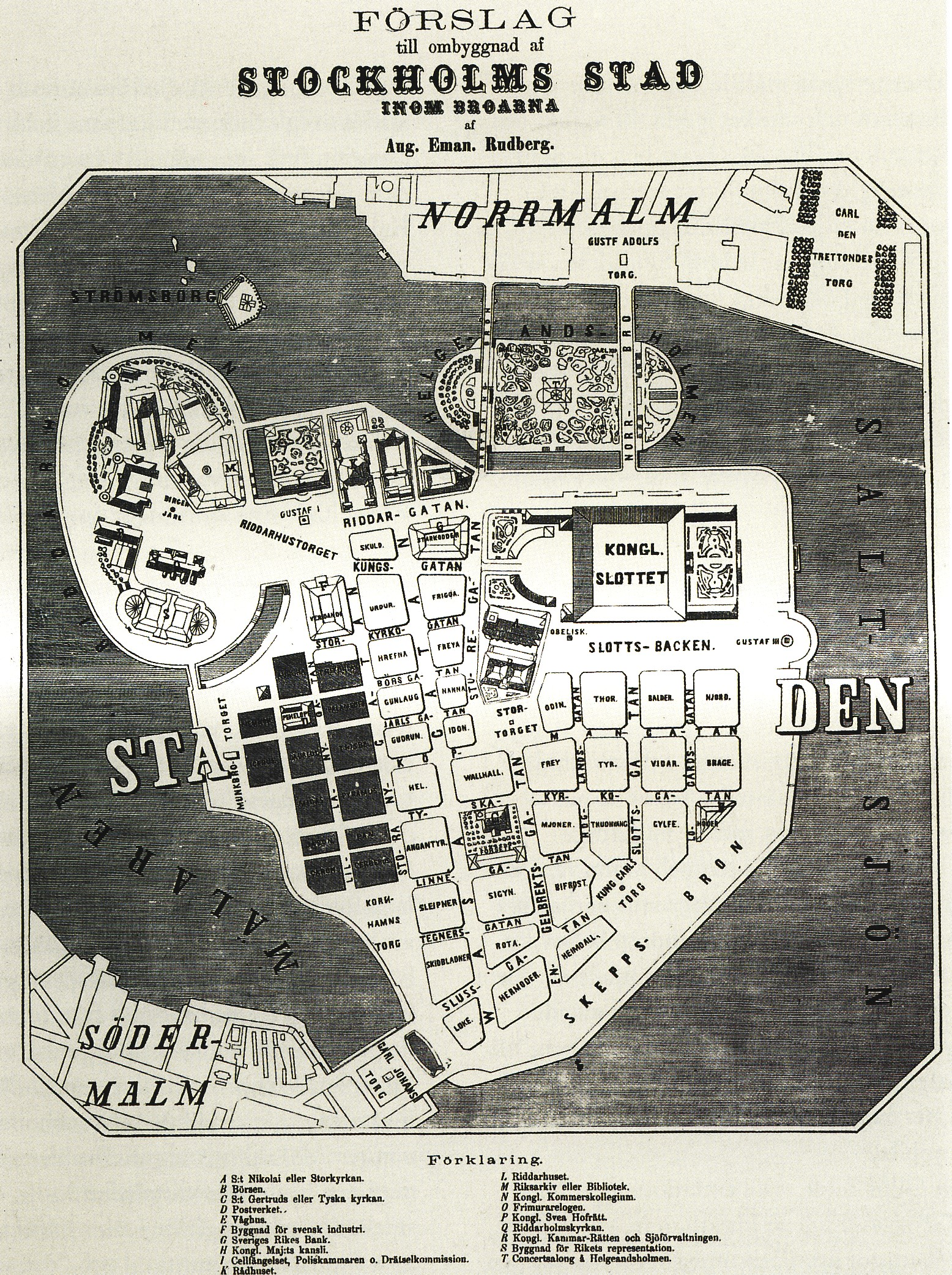
August Emmanuel Rudbergs stadsplan för Gamla stan från 1862.

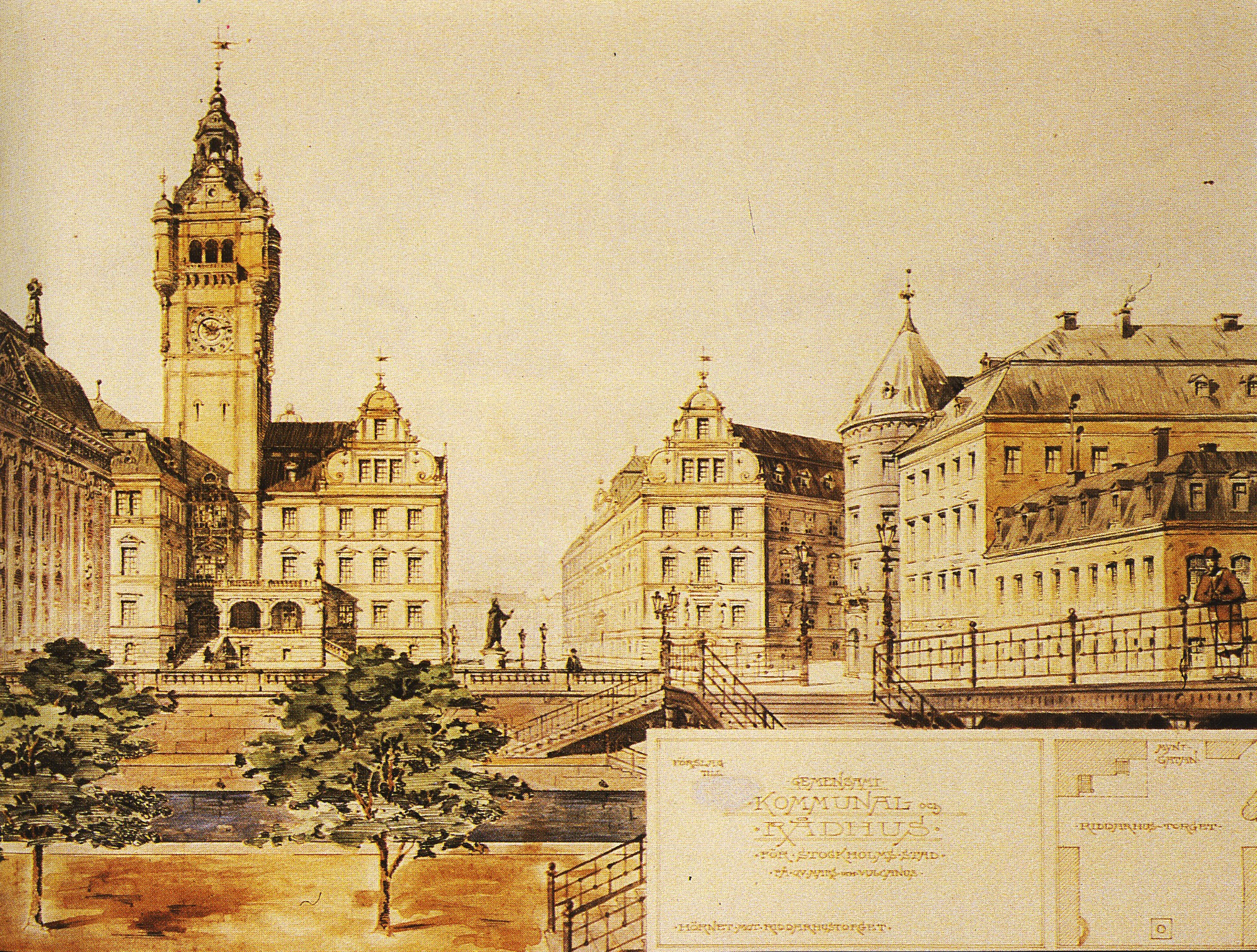
Bebyggelse med nya ämbetsverk enligt Per Olof Hallmans förslag från 1893.

Till de mest omfattande och samtidigt ofullbordade reglerings- och nybyggnadsförslag hör den genomgripande omgestaltningen av Gamla stan. På 1840-talet lades de första regleringsplanerna för Gamla stan fram, där ett tiotal stadsplaner presenterades, som praktiskt tagit samtliga krävde en total rivning av Gamla stans bebyggelse, med undantag av Stockholms slott och kyrkorna samt de stadskvarter väster om Stora Nygatan, som hade reglerats med rätvinkliga stadskvarter efter den "stora vådelden" år 1625. 
År 1857 diskuterades ett projekt i riksdagen som bland annat innebar att en ny bred gata skulle dras från Slottet ner till Slussenområdet. I ett annat förslag från 1872 drogs en ny gata rätt genom Riddarhusets "ovanligt breda vestibul". Det djärvaste förslaget på ingrepp i Gamla stans bebyggelse var ett projekt från 1862, som lantmätaren Alexander Emil Schwabitz och byggmästaren August Emmanuel Rudberg tog fram på eget initiativ. Rudberg hade även varit engagerad i regleringsplanerna för Norrmalm, innan Albert Lindhagen tog initiativet och refuserade Rudbergs stadsplaneförslag.
Gator och kvarter skulle få nya “fosterländska” namn som "Wasagatan", "Engelbrektsgatan", "Linnégatan" och "Sturegatan" respektive kvarter som "Thor", "Odin", "Frey" och "Balder". Tidens nya stadsplaneideal med ljus, luft, parker och breda alléer skulle även tillämpas i Gamla stan. Rudberg menade att Staden mellan broarna är "…en kvarleva av medeltidens barbariska byggnadssätt, men en kvarleva som saknar ålderdomens vördnadsvärdhet." Att planen inte sattes i verklighet berodde på brist på kapital, vid samma tid reglerades Norrmalm, Östermalm, Södermalm och Kungsholmen och det tog alla resurser. Man visste inte heller vart man skulle evakuera Gamla stans invånare, hör bodde majoriteten av stockholmarna.
Sedan Gamla stan rivits skulle offentliga byggnader i nygamla stilar uppföras "till stadens förskönande". År 1893 presenterade arkitekt Per Olof Hallman ett förslag med monumentala byggnader för stadens styrelse och förvaltning med klocktorn liknande "Big Ben" i London.
I decennier diskuterades nyregleringen av Gamla stan, men ingenting hände. Dels var planerna mycket kostsamma, dels var stadsplanerarna sysselsatta med utbyggnaden av malmarna. Den stora tillströmningen av människor till Stockholm under den industriella revolutionens tidsepok krävde en omfattande nyproduktion av bostäder. Ett nybyggt och "uttunnad" Gamla stan skulle ha gjort ännu flera bostadslösa. Istället för en totalsanering började man i slutet av 1800- och början av 1900-talet att riva, snygga till eller putsa upp enskilda fastigheter. 
Kring sekelskiftet 1900 började man ändra uppfattning beträffande de historiska värden som Gamla stans bebyggelse representerade. Skalden Oscar Levertin fruktade ett "våldsdåd" mot Staden mellan broarna och konstnären Carl Larsson, själv född på Prästgatan, menade i ett uttalande 1904 att om han vore miljonär, så skulle han inköpa husen i Gamla stan, restaurera dem så noga som möjligt till deras ursprungliga skick samt utrusta dem med moderna tiders bekvämligheter.
För att studera hur Gamla stan kunde bevaras och moderniseras utlystes 1923 en arkitekttävling. Första pris gick till arkitekterna Isak Gustaf Clason och Wolter Gahn, andra platsen fick Paul Hedqvist och hans partner David Dahl. Clasons och Gahns förslag innebar mycket små ingrepp i den gamla stadsplanen. De föreslog rivning av gårdshus i de största kvarteren och ett par genombrytningar av typen vändplats.
På 1930-talet skulle emellertid ytterligare ett förslag om rivning av Gamla stad se dagens ljus. Det var i samband med stadsplanetävlingen om Nedre Norrmalm 1933 (se Stadsplanetävlingen 1933) där arkitekten Le Corbusier inte nöjde sig med att bara omgestalta Norrmalm utan gav sig även på Södermalm och på Gamla stan. Gällande Gamla stan menade han: "Ön med det kungliga slottet kommer bara att innehålla lämningar av verkligt historiskt värde". Gamla stan skulle bli en öppen plats mellan Södermalm och Norrmalm, bara Stockholms slott och några kyrkor hade tillräckligt "historiska värden" och fick stå kvar. Resten skulle bestå av grönska och trädkantade gångstråk, där de sparade monumenten lätt kunde beundras. Kaféer och restauranger skulle uppföras i låga terrasserade byggnader. Trafiken mellan Stockholms norra och södra stadsdelar förlade han på en stadsmotorväg, fem meter upp i luften, längs Gamla stans västra sida. Le Corbusiers vision imponerade inte på samtidens arkitekter och stadsplanerare. I facktidskriften Byggmästaren diskuterade arkitekt Sven Markelius 1934 kritiskt hela tävlingen. Le Corbusiers förslag, menade han, "...tillhör dem man för all del inte ville se utförda..."

### Ej realiserade byggnader i urval

#### Parlamentsbyggnad på Riddarholmen

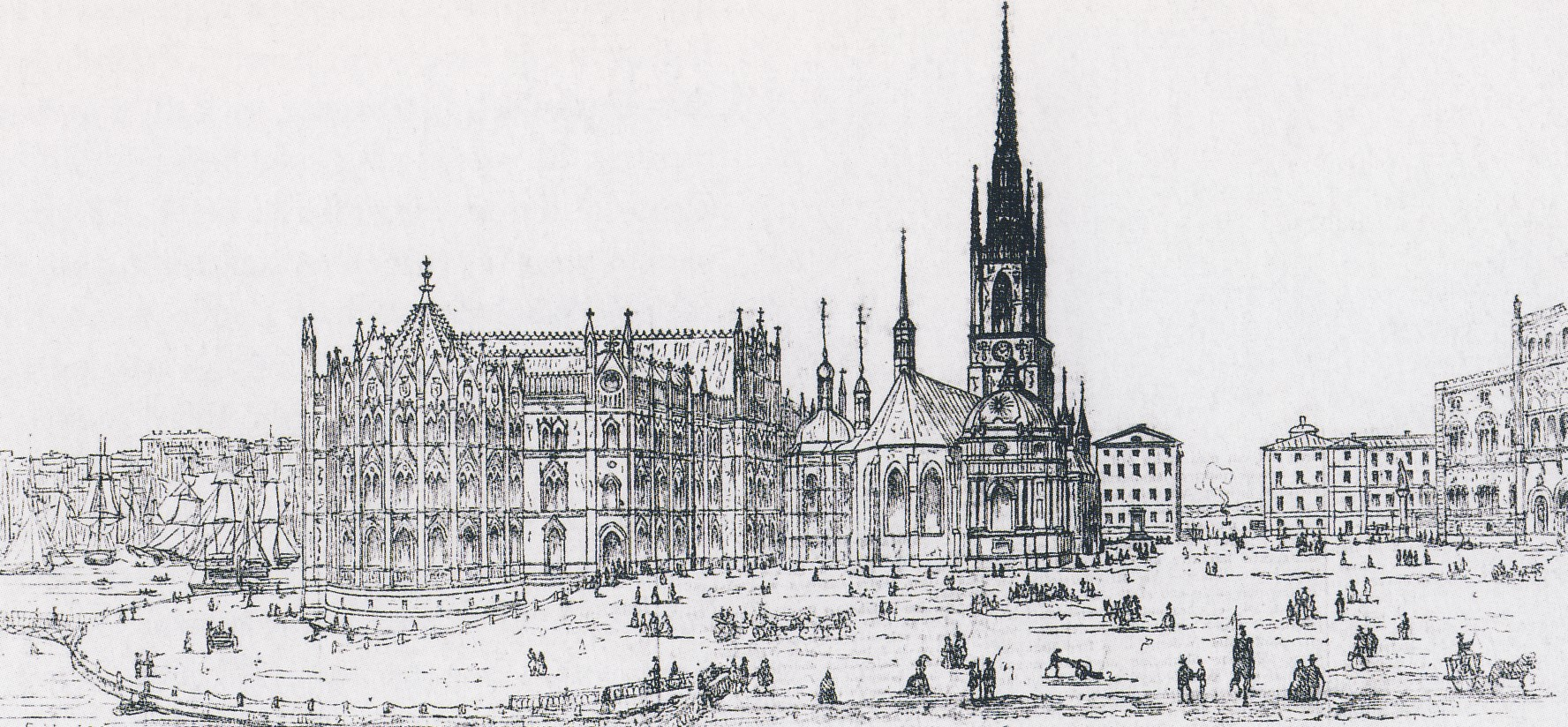
A.E. Rudbergs förslag till parlamentsbyggnad på Riddarholmen 1861.

När representationsreformen 1865 var genomförd diskuterades även uppförandet av en representativ parlamentsbyggnad på Riddarholmen. Det av Johan Fredrik Åbom upprustade riksdagshuset ansågs inte räcka till och en rad arkitekter lämnade förslag till ny byggnad. Ett förslag av August Emmanuel Rudberg publicerades den 30 mars 1861 i Nya Dagligt Allehanda och visade nybyggnaden söder om Riddarholmskyrkan. Ett annat förslag kom från arkitekterna Gustaf Wickman, Georg Ringström och Ferdinand Boberg som 1894 visade ett riksdagshusförslag med placering väster om Riddarholmskyrkan. Nu liknade byggnaden ett jugendinspirerat vasaslott. Av alla fantasifulla nybyggnadsförslagen blev det inget och vid 1895 års riksdag bestämdes att nya riksdagshuset skulle uppföras på Helgeandsholmen med Aron Johansson som arkitekt.

#### Valhalla Nya Consert och Festlokal

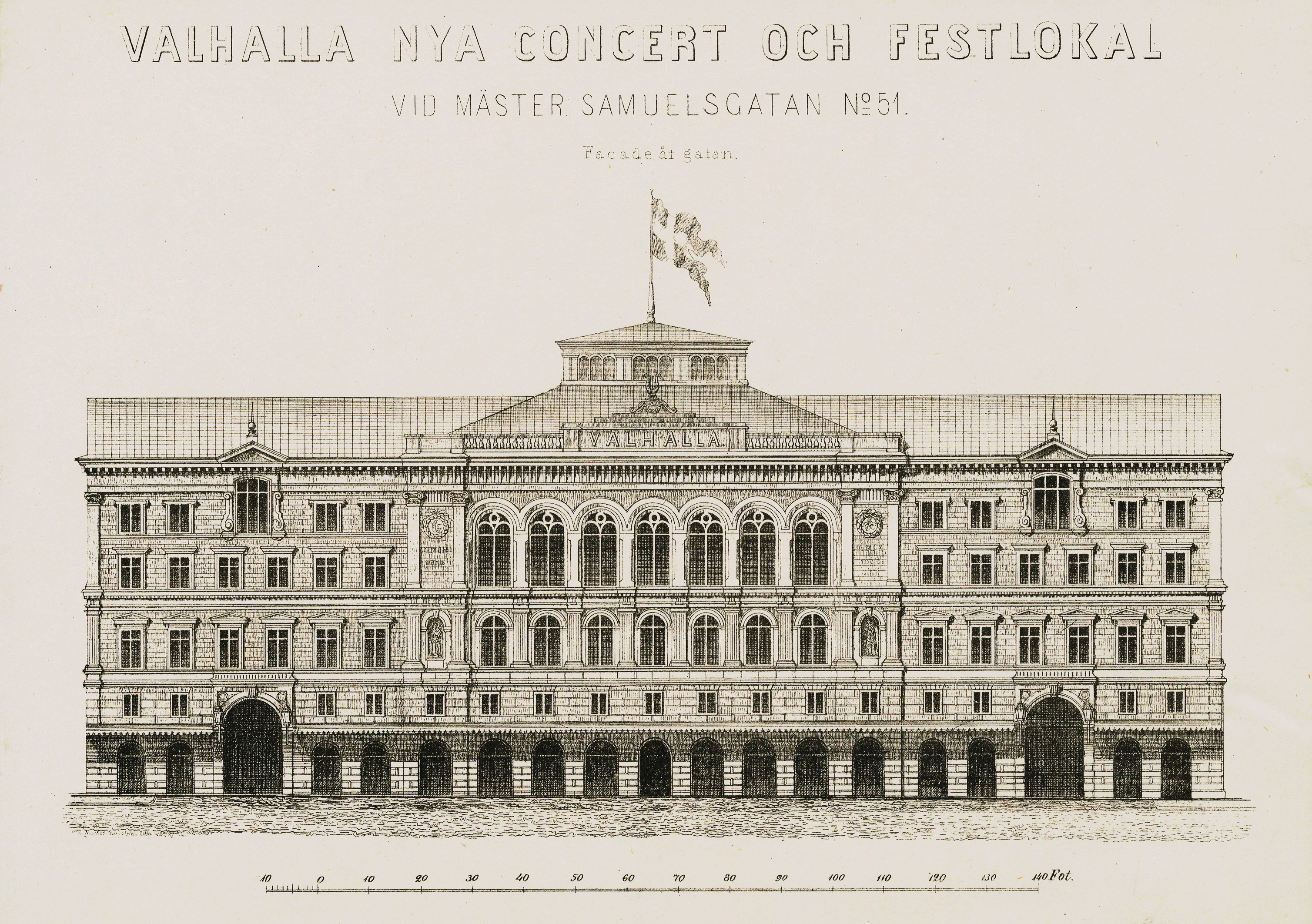
"Valhalla Nya Concert och Festlokal" fasadritning, 1866.

År 1866 lanserade ornamentbildhuggare Carl Ahlborn ett förslag till ett nytt gathus i kvarteret Gripen vid Mäster Samuelsgatan 51 på Norrmalm. Byggnaden var tänkt som en utökning av Ahlborns fest- och nöjeslokal Walhallasalongen i samma kvarter. Gathuset ritades av arkitekt Fredrik Ekberg och kallades Valhalla Nya Concert och Festlokal och skulle innehålla, som namnet antydde, alla tänkbara lokaliteter och bekvämligheter för en enorm festvåning som slog allt befintligt i Stockholm. I bottenvåningen planerades bland annat vestibul, biljettkontor, en basar, ett Schweizeri, portvaktslägenhet, restaurang och restaurangkök. På entresolvåningen skulle finnas publika toaletter samt 19 rum och fem kök att hyra. Själva festvåningen anordnades 1 trappa upp. Festsalen omfattade 11 000 kvadratfot (motsvarande 3 250 m²) golvyta och skulle ha en invändig takhöjd på 50 fot (motsvarande knappt 15 meter). 
Enligt en beskrivning erhöll stora salen ”riklig dager dels från 22 höga fönster, dels ifrån ett takfönster af öfver 1000 qv.-fots yta”. Högst upp i byggnaden låg enligt planerna en ateljévåning med fyra målarateljéer samt 18 rum och 5 kök vilka kunde hyras. Den gamla Valhalla-festsalen skulle avdelas till två våningar där den nedre var tänkt att nyttjas av ordenssällskap och den övre av husägaren. Kostnad för hela projektet beräknades till 490 000 riksdaler som skulle finansieras genom att ett aktiebolag bildades där någon intresserat kunde teckna aktier. Tydligen var intresset svagt och av de stora planerna blev det inget. I juni 1870 gick Ahlborns nöjesanläggning Walhallasalongen i konkurs. Fastigheten var vid Ahlborns konkurs högt belånad.

#### Nationalmuseum på Kungsklippan

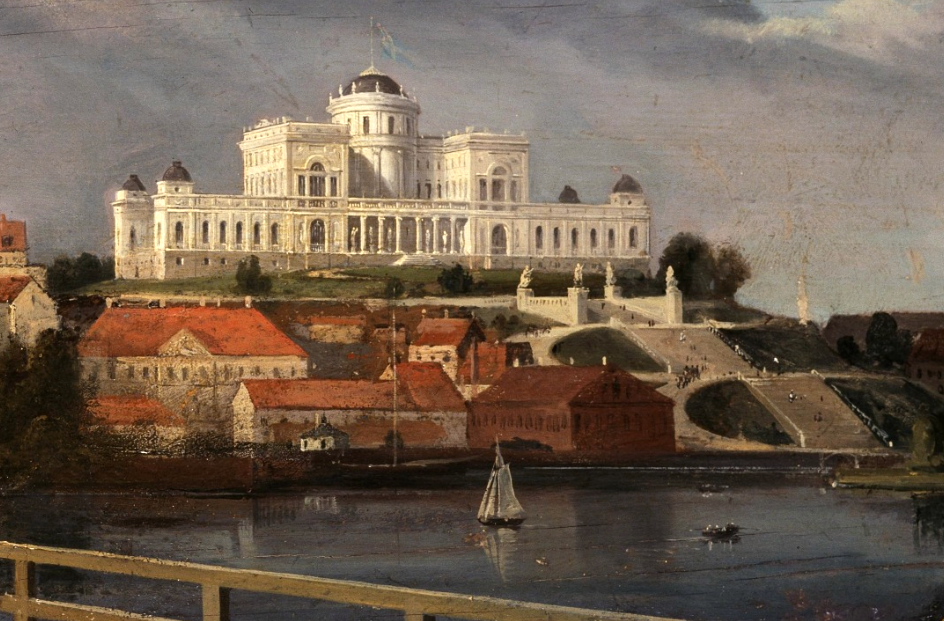
Förslag till Nationalmuseum på Kungsklippan, Carl Stefan Bennet, 1845.

Under 1800-talets första hälft började diskussionerna om en ny fristående byggnad (sedermera Nationalmuseum) som skulle ersätta "Konglig museum" i Stockholms slott. Nationalmuseibyggnadens utseende och placering vållade en hel del diskussioner. Genomförandet av ett av tidens största byggprojekt höll inte på att bli av och det skulle dröja över 50 år innan nuvarande byggnaden kunde invigas på Blasieholmen 1866. 
Redan 1814 lät Konstakademien sina elever komma in med förslag om en framtida museibyggnad. Adeln och prästerna var för projektet, borgarna och bönderna emot. En särskild platskommitté arbetade med 13 olika placeringsförslag, bland dem Kungsträdgården, Humlegården, Helgeandsholmen, Kungsklippan och längst ut på Blasieholmen (där huset senare blev av).
För placeringsalternativet i Kungsträdgården hade den unge arkitekten Fredrik Wilhelm Scholander tänkt sig ett modernt renässanspalats. Lars Jacob von Röök, hovintendent och ledamot i Konstakademien ville ha byggnaden på Helgeandsholmen alternativt på Slottsbacken.Hans vackra förslag kom dock aldrig i närmare diskussion.
Det mest fantasieggande förslaget var troligen placeringen av konstmuseet på Kungsklippan som visas på en målning av Carl Stefan von Bennets från 1845. Här syns ett stort vitt palats med ett kupolkrönt centraltorn, utsträckta flygelbyggnader med arkader och hörntorn samt en enorm fritrappa som  i flera etapper ledde ner till Klara sjö. Inte heller Scholander fick rita det nya konstmuseet utan uppdraget gick slutligen till den tyske arkitekten Friedrich August Stüler.

#### Försvarsverk kring Stockholm

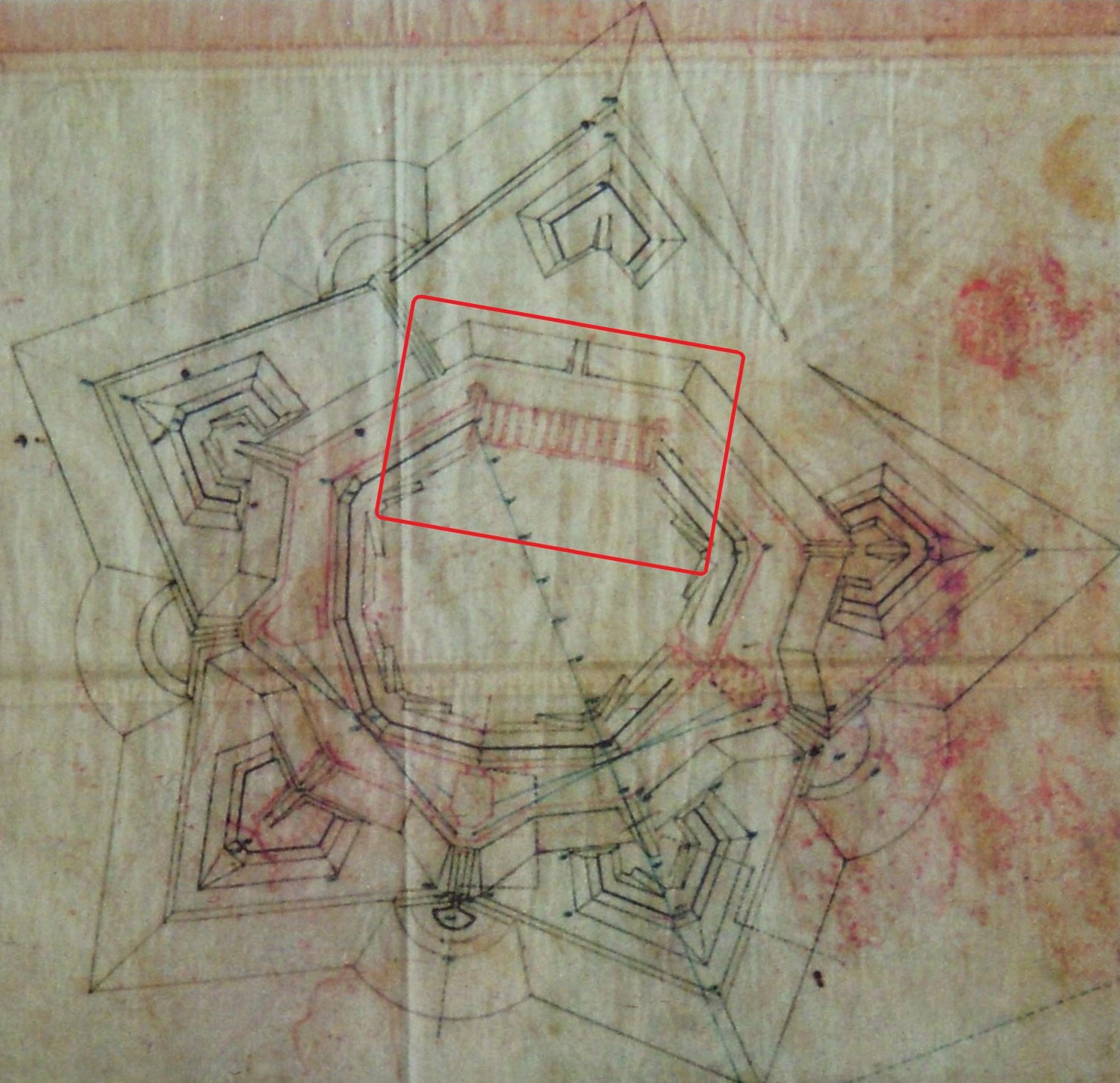
Ritning för Johanneshovs skans, bara grundmurarna till slutvärnet (inom röd ram) fullbordades. Ritningen är vänd med norr uppåt.

År 1856 tillsattes en befästningskommitté under kronprins Karl (sedermera Karl XV) med syfte att behandla försvarssituationen för Stockholm och där staden skulle skyddas genom en ring av 42 starka befästningsverk. Enligt tidens idéer om ett centralförsvar för Stockholm skulle 17 skansar ingå i den nordliga linjen och 25 i den södra. Den norra linjen (Stockholms norra befästning) var tänkt att sträcka sig från Karlberg i väst via nuvarande Bellevueparken till Värtahamnen i öst, medan den södra linjen (Stockholms södra befästning) skulle gå från Liljeholmen i väst via Nybohov, Årsta, Johanneshov och Blåsut till Lilla Sickla i öst.
Direkt anledning till befästningsplanerna var den politiska oron i Europa och Krimkriget 1853–1856 där Frankrikes och Englands krigsfartyg seglade in i Östersjön för att bekämpa den ryska flottan. Vid den tiden utfördes förstärknings- och utökningsarbeten på Vaxholms fästning med bland annat Rindö redutt som är byggd enligt samma principer som Johanneshovs skans. Kostnaden för hela projektet med försvarslinjer norr och söder om staden beräknades till sex miljoner riksdaler riksmynt. 1856 års befästningskommittés förslag stannade dock på papperet med undantag av ett större befästningsverk på platån vid Johanneshov, Johanneshovs skans som påbörjades 1859.
Johanneshovs skans konstruerades av tidens store fortifikationsingenjör Johan af Kleen. Kleen hade rest 1855 till Krim för att informera sig om det pågående Krimkriget och han utsågs samma år till ledamot för Kommittén för Stockholms och Mälardalens befästande. Befästningsverket koncipierades som en femuddig stjärna med en vall- och vallgravsomgärdad borggård samt plats för förläggningar för manskap och befäl. Redan under sommaren 1860 när arbetena var i full gång och cirka 120 man var sysselsatta med bygget beslöt ståndsriksdagen att arbetena skulle stoppas då försvarskonceptet ansågs vara föråldrat och medel saknades. Men på grund av redan ingångna kontrakt för materialleveranser och avtal med byggmästare fortgick byggarbetena även under 1861.
Av Johanneshovs skans återstår idag norra grundmuren till slutvärnet bestående av en cirka 79 meter lång granitmur med två hörnrondeller och innanför liggande skyttegångar. Resterna finns numera i källarplanet av ett kontorshus vid Arenavägen, direkt norr om Söderstadion och är ett fornminne.

#### Villastad på Hornsberg

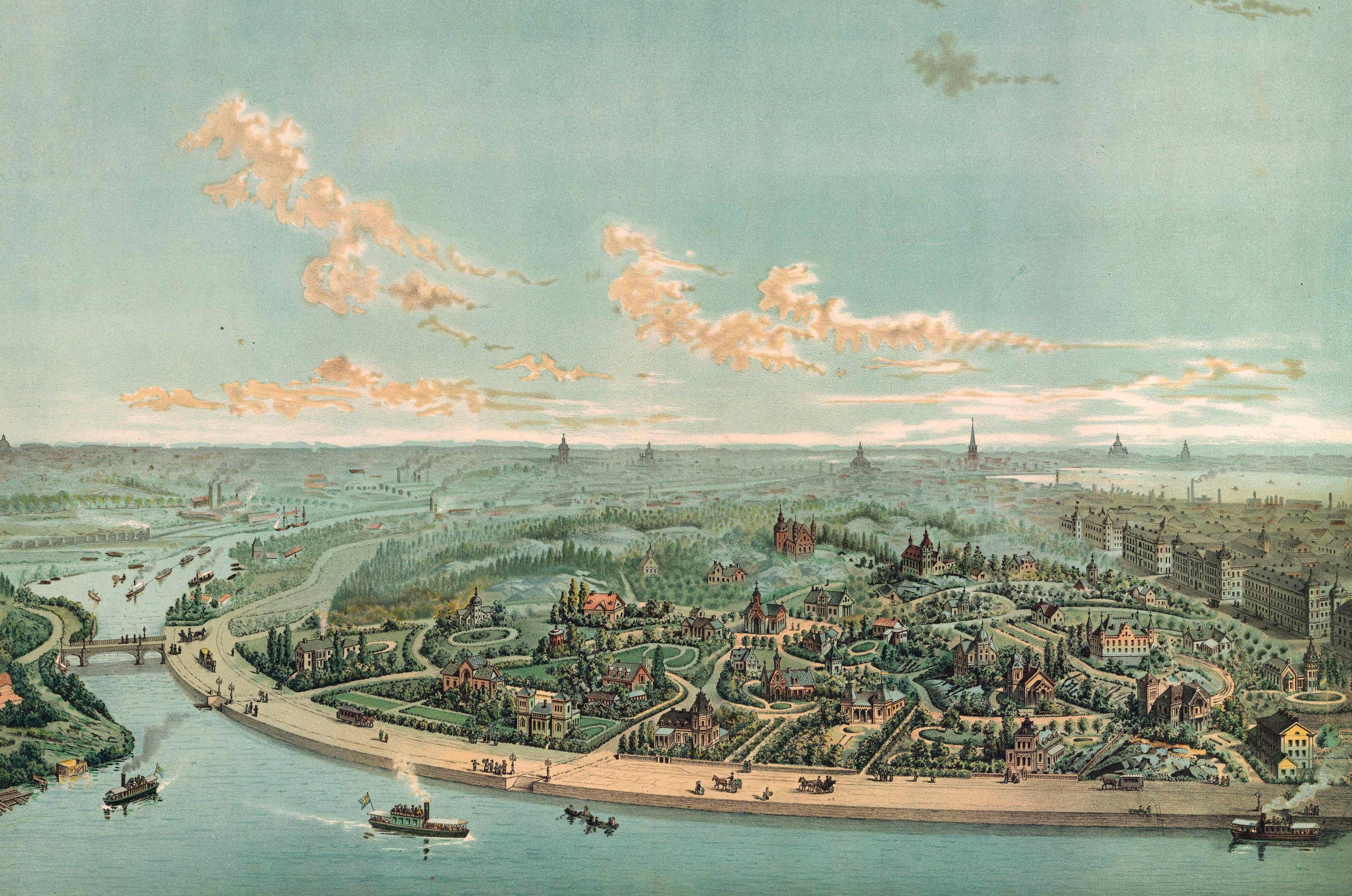
Illustration för Hornsbergs villastad, 1886.

På 1870-talet var nordvästra Kungsholmen fortfarande oexploaterad. Fram till 1750-talet låg här Stora Hornsberg, då anlades bredvid slottet en textilfabrik som senare gjordes om till sockerbruk. 1876 förvärvades marken av Tomt AB Hornsberg som hade planer på att skapa en villastad på Kungsholmen. Företaget utformade en egen stadsplan med mycket grönt och slingrande vägar som godkändes i juni 1887 av Stockholms stadsfullmäktige. 
Den nya villastaden hade romantiska kvartersnamn som Tillflykten, Lyckan, Kojan, Paradiset och Lustgården. Högst upp skulle det finnas ett grönområde med namn Utsikten. Vägarna hade namn som Rosenstigen, Jägarstigen och Lärkstigen. Ändå var det inte många som nappade och bara några få hus byggdes. Stadsdelen med sina många arbetarbostäder och dåliga kommunikationer hade inget bra rykte.
Av Hornsbergs villastad blev några koloniträdgårdar som Stora Hornsbergs trädgårdskoloni och Karlbergs-Bro koloniförening och längst ute vid Ulvsundasjöns strand uppfördes 1891 Stora Bryggeriet. Det enda som påminner idag om Hornsbergs villastad är de romantiska kvartersnamnen. Sedan 1960-talets mitt skär Essingeleden rakt genom området, i kvarteret Paradiset finns sedan år 2009 byggnaden Lindhagens Centrum och i kvarteret Kojan vid Hornsbergs strand uppförs för närvarande (2012) ett stort, sjönära bostadsområde med ett 24 våningar högt bostadshus.

## 1900-talets ofullbordade regleringar och byggnadsverk

### Hyreshus på Skeppsholmen och Kastellholmen
Kring 1800-talets slut och 1900-talets början var bostadsbristen och trångboddheten ett av de stora bekymren i Stockholm. En av åtgärderna var att skapa bostadsområden med småhus utanför stenstaden, som kom att bli Stockholms trädgårdsstäder. Men även i centrala lägen ville man bygga bättre bostäder för arbetarklassen. År 1900 var regeringen beredd att göra en insats genom att sälja ut Skeppsholmen och Kastellholmen som ägdes av Kronan. Flottstationen skulle flytta ut till Kaknäsområdet och staden behövde inkomster av tomtförsäljning. 
På arkitekt Ernst Jacobssons förslag skulle holmarna plansprängas och vattenområdet mellan dem fyllas igen, så att de bildade en hophängande ö. Sedan ritade han en ny stadsdel med 30 kvarter som skulle bebyggas med sexvåningshus. Hans förslag mötte dock genast protester och i ett försök att “lätta upp” bebyggelsen lanserade arkitekterna Per Olof Hallman och Hjalmar Molin ett motförslag. Hyreshusbebyggelsen skulle trappa ner mot stranden och kompletteras med museum, marina och ett elektriskt fyrtorn.
År 1903 kom ett nytt förslag av Ludvig Peterson, denna gång med enbart villabebyggelse. Men villatomter inbringade inte tillräckligt mycket pengar, därför presenterades två år senare ett nytt förslag, igen med hyreshus. Konstakademien protesterade liksom pressen. En teckning av Edvard Forsström i den radikala skämttidningen Puck från november 1905 visade tomtspekulanter och byggmästare bärande på hyreskaserner på väg över Skeppsholmsbron. De stoppas av en uppbragt folkmassa. Bildtexten löd Släpp ingen djärfvul över bron!. Ett sista förslag för omgestaltning av Skeppsholmen och Kastellholmen kom i december 1905. Bakom den stod Agi Lindgren, han ville behålla två separata öar och bebygga dem som en trädgårdsstad.

### Skeppsholmstävlingen 1915

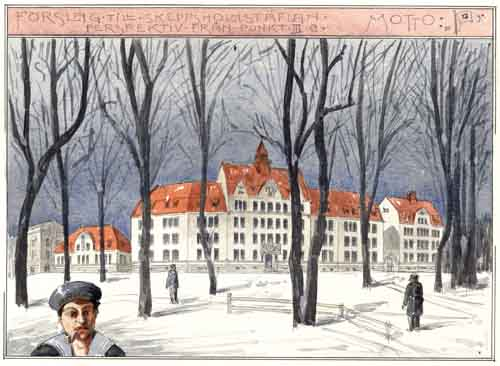
Harald Boklunds förslag.

Det fanns inte bara idéer om ny bostadsbebyggelse på Skeppsholmen. Sedan flottan bestämde sig att inte flytta till Kaknäsområdet ökade behovet av ytterligare lokaler på Skeppsholmen. Efter en proposition till 1911 års riksdag, beviljades ett anslag på 400 000 kronor för nybyggnad av en underofficersskola och ett marketenteri. I oktober 1914 beslutades att en arkitekttävling, eller “Idétävlan angående byggnader för Kungl. Flottans behov å Skeppsholmen” skulle utlysas. Platsen för de tänkta byggnaderna bestämdes till området mellan Skeppsholmsbron fram till planen strax nedanför Exercishuset (nuvarande Arkitekturmuseet). 
Efter avslutad tävling 1915 fick man in 33 förslag, där första priset gick till arkitekt Ernst Spolén. Till de mera fantasifulla bidragen hörde Harald Boklunds förslag. Han önskade färg, yta och ”tak bland trädtopparna för att holmen skall verka bebyggd och bebodd”. Den djärvaste idén (utom tävlan) kom från arkitekt Rudolf S. Enblom. Han föreslog en skyskrapa, som skulle resas vid södra delen av nuvarande Svensksundsparken. Eftersom höghuset skulle uppföras på stabil berggrund menade han att byggnaden kunde ”från konstruktiv synpunkt ges nästan hvilken höjd som helst”. Han nöjde sig med 45 meter. På taket skulle placeras ”gnisttelegraf, strålkastare och balkongkanoner”.
Skeppholmstävlingen ledde till inga stora nybyggnader på ön, eftersom samtliga insända bidrag överskred det beviljade byggnadsanslaget, lades hela projektet ner.

### Stadsplan för Norra Djurgården

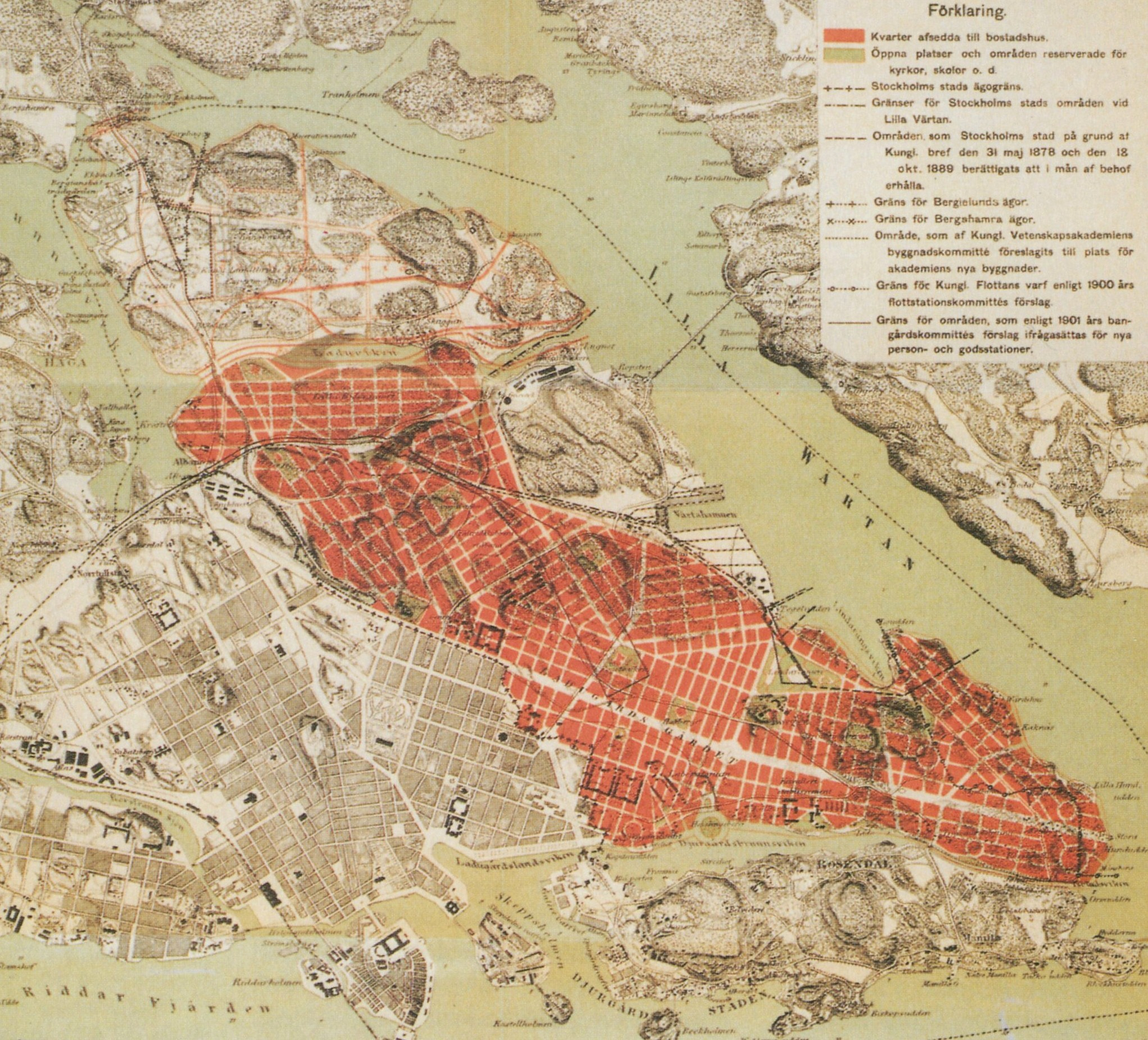
"Ladugårdsgärdeskommitténs" förslag till exploatering av Norra Djurgården från 1903.

Kring sekelskiftet 1900 fanns det framskridna planer att reglera stora delar av Norra Djurgården, som hade inkorporerats 1868. Ett förslag framlagd av Ladugårdsgärdeskommittén 1903 visar en ny stadsdel från Djurgårdsbrunnsviken i syd till Brunnsviken och Laduviken i norr samt Narvavägen i väst. En mot öst förlängd Valhallavägen, ända ner till Hundudden och Lilla Värtan skulle bli den nya huvudallén. Mitt på Gärdet, strax söder om Borgen, planerades en stjärnplats. Planen bestod av täta stadskvarter, upplättade av några parker. Strandvägen skulle fortsätta österut. Värtahamnens och Värtagasverkets områden berördes inte och delen där senare Hjorthagen skulle byggas förblev grönområde. Med rött markerades "kvarter afsedda för bostadshus" och grönt avsåg "öppna platser och områden reserverade för kyrkor, skolor o.d." Hela det planlagda område var lika stor som det då reglerade Stockholm som hade cirka 300 000 invånare.
Enligt borgarrådet Yngve Larsson var en orsak till Stockholms planerade och mycket dyra satsning på Djurgården den statliga Ladugårdsgärdeskommittén konkreta förslag från 1903. Anledning var den rådande bostadsbristen vilket tvingade staden att expandera. Vid tiden utarbetade staden även flera andra exploateringsplaner för Djurgården. Exploateringsintäkterna skulle ge välkomna inkomster. En vidareutveckling av Ladugårdsgärdeskommitténs utkast för Norra Djurgården presenterades 1905 av stadsingenjörskontoret. Stadsplanen tog då bättre hänsyn till de topografiska förhållanden, exempelvis exkluderades bebyggelse på det kuperade området längst i öst. Utlåtandet till byggnadsnämnden av den 28 februari 1905 var undertecknat av stadsingenjören Herman Ygberg och även stadsplaneraren Per Olof Hallman hade tillfogat sitt namn med blyerts.
Alternativet till en ny tätt bebyggd stadsdel på Djurgården var trädgårdsstäder utanför stenstaden (se Stockholms trädgårdsstäder). I februari 1904 föreslog därför drätselnämnden att Stockholm skulle förvärva egendomen Enskede i Brännkyrka socken och i september 1904 köp av egendomarna Ulvsunda, Traneberg och Åkeshov samt i oktober samma år även Stora Ängby. Drivande krafter bakom förvärven var politikern och borgmästaren Carl Lindhagen, stadsingenjören Herman Ygberg och planarkitekten Per Olof Hallman. Istället för bostadskaserner på Djurgården satsade Stockholm på småhus i de nyförvärvade ytterområden och stadsplanen för Norra Djurgården förblev ett "utkast".
Bebyggelseplaner för Gärdet skulle tas fram igen under 1920-talets slut. 1928 visade arkitekten Sven Markelius (sedermera Stadsplanedirektör i Stockholms stad) ett futuristiskt stadsplaneförslag med ett 20-tal bostadsskyskrapor i rad och mindre grupperade lamellhus. Därav blev inget heller och Gärdet är fortfarande obebyggd.

### Stadsplan för Karlaplans norra del

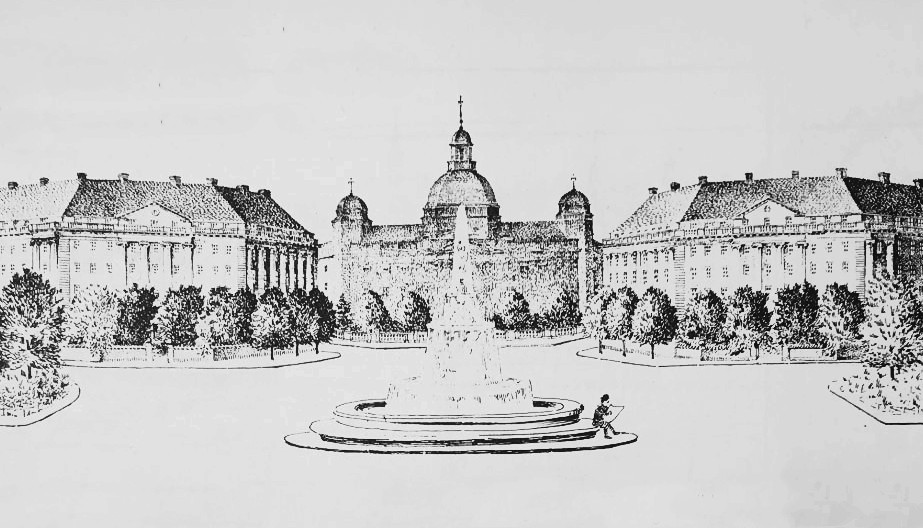
Karlaplan och kvarteret Fältväbeln (nuvarande Fältöversten), Hagström & Ekmans förslag, 1916.

Stadsplanen för Karlaplans norra del var ett regleringsförslag från 1911 för ett område på Östermalm beläget mellan nuvarande Valhallavägen i norr, Banérgatan i öster, Karlaplan och Karlavägen i söder och Skeppargatan i väster. Planen föreslog bland annat en monumental offentlig byggnad på nuvarande kvarteret Fältöversten som aldrig uppfördes. Området norr om Ladugårdslandstullen dominerades på 1800-talets slut av byggnader för Veterinärinstitutet och hovjägmästarbostället Djursborg som revs först 1911 respektive 1913. Därefter var tiden inne att reglera stadskvarteren norr om Karlaplan. Planen, som kallas något omständligt Förslag till utvidgningen mot öster af Stadsplanen för Stockholm, fastställdes 1911 och hade utarbetats av stadsplanearkitekten Per-Olof Hallman och stadsingenjören Herman Ygberg samt dennes medarbetare Gustaf von Segebaden som även signerade den. 
Stadsplanen föreskrev genomgående stora tomter för sexvåningshus med stora lägenheter. På nuvarande Fältöverstens södra del medgavs Kvarter å hvilken icke få uppföras andra än offentliga byggnader. Därmed avsågs en monumental, offentlig byggnad utan definierad funktion i dåvarande kvarteret Fältväbeln. Arkitektkontoret Hagström & Ekman upprättade ett förslag som illustrerade hur denna byggnad och kringliggande hus kunde se ut. Först 1970 fastställdes den idag gällande stadsplanen (Pl. 6789) som ersatte samtliga tidigare från 1911, 1932, 1939, 1942 och 1943. Kvarteret, som fram till dess var reserverat för "allmänt ändamål", kom nu att användas för "bostadsbebyggelse med tillgång till en högt utvecklad boendeservice inom själva kvarteret".

### Palats på Slussen

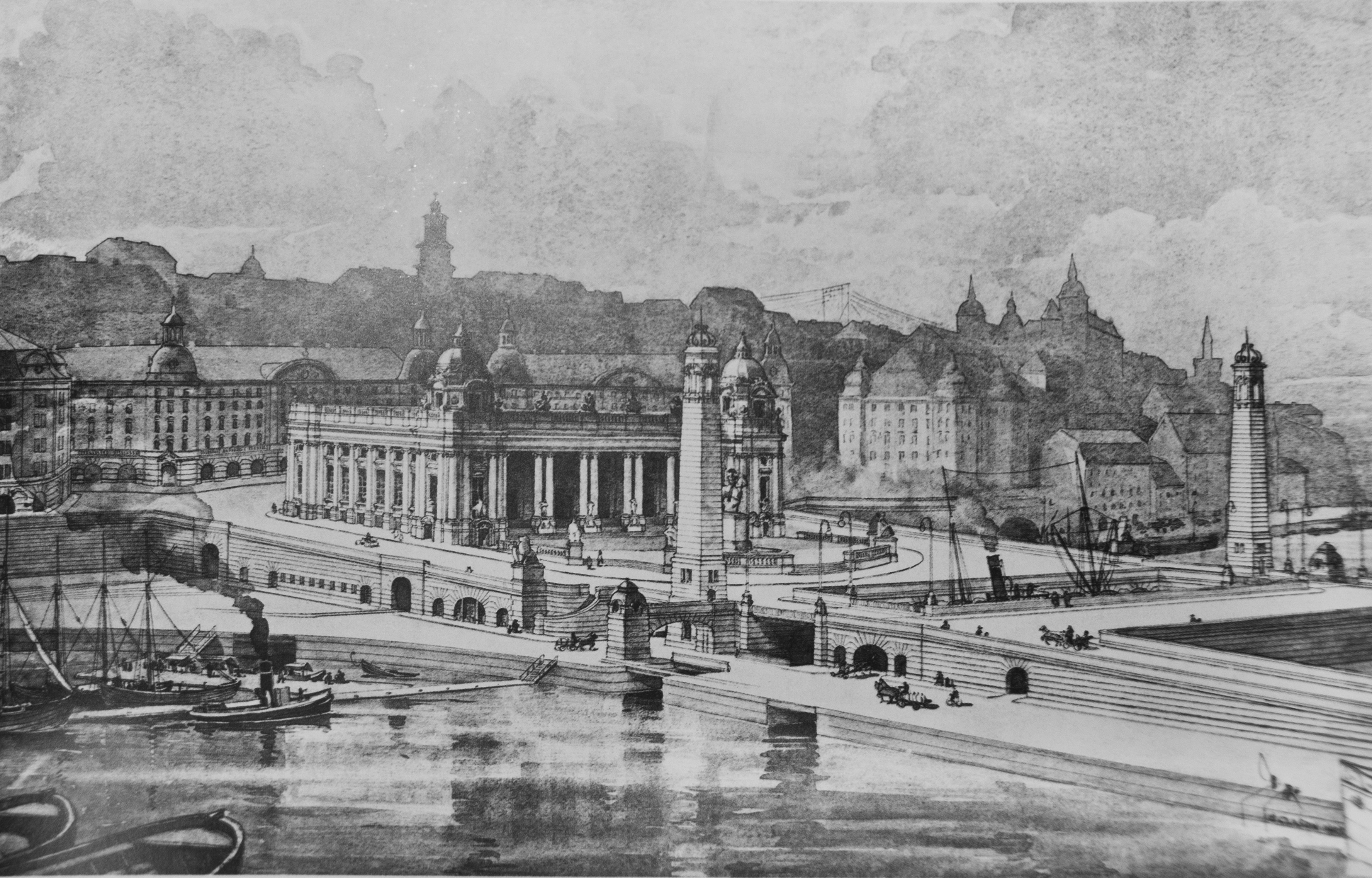
Isak Gustaf Clasons förslag, 1905.

Den otillfredsställande trafiksituationen kring Slussen engagerade Stockholms politiker och arkitekter redan kring sekelskiftet 1900. Bland annat ansågs broarna över Slussen för låga och ständiga broöppningar hindrade trafiken. Ett förslag till lösning presenterades 1905 av ingenjörerna Johan Gustaf Richert och Fredrik Enblom tillsammans med arkitekten Isak Gustaf Clason. De tänkte sig ett helt nytt Södermalmstorg inklusive rivning av Södra stadshuset (idag Stockholms stadsmuseum). Istället fanns nu en palatsliknade byggnad i nyklassicism och två höga fyrtorninspirerade kolonner.
Byggnadskontoret kom med ett eget förslag som Ferdinand Boberg hade utformat 1906. Hur trafikflöden skulle hanteras framgår inte av Bobergs vackra illustration, däremot syns många svenska flaggor och en bred uppfart flankerad av två pompösa åttkantiga byggnader i rött tegel som för tanken till Bobergs gasklockor i Hjorthagen. Uppdragsgivaren gillade Bobergs förslag som godkändes efter mindre justeringar. Men därmed hade “Slusseländet” inte fått sin slutgiltiga lösning. 
År 1914 försökte Carl Bergsten rädda Södra Stadshuset på uppdrag av Samfundet S:t Erik, samma år beslöts att Hammarbyleden skulle byggas och slussenfrågan kom i ett nytt skede. Bobergs pompösa förslag fick ge vika för det funktionella. 1919 tog arkitekterna Lars Israel Wahlman och Ture Ryberg fram ett nedtonat förslag med fri sikt över Mälaren och Saltsjön. Carl Bergsten kontrade med ett eget förslag året därpå som förvandlade hela slussenområdet till en grönskande park. Det skulle dröja till 1935 innan den klöverbladsformade "trafikkarusellen" invigdes.

### Nobelpalatset i Nobelparken

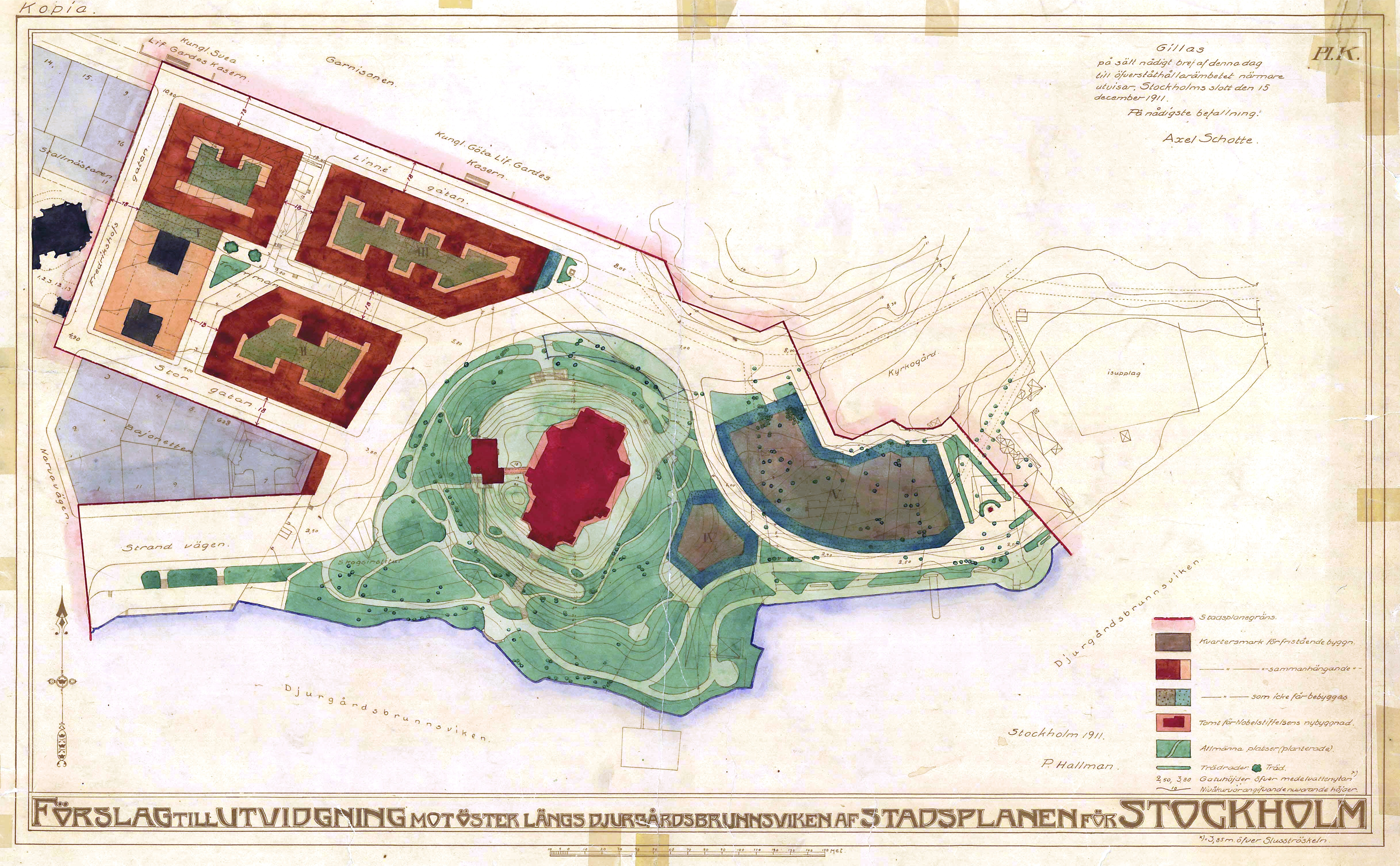
Per Olof Hallmans stadsplan från 1911 med Nobelpalatsets placering (rött).

När Nobelstiftelsen började dela ut Nobelpriset år 1901 ville man ha en värdig festsal för denna ceremoni och förslag väcktes att uppföra ett magnifikt palats inom Skogsinstitutets tomt på gamla Ladugårdsberget. År 1906 gick uppdraget till Ferdinand Boberg. I september 1907 hade Boberg utarbetat två perspektiv och en utredning med högtidssal för 1.200 personer och förvaltningslokaler. Enligt Bobergs förslag skulle Nobelpalatset torna upp sig från en klippavsats i nuvarande Nobelparken ungefär 20 meter över Djurgårdsbrunnsviken. Strandvägen skulle i fonden mot öst ha fått en siluett utan motstycke. Byggnadsplanerna fick inte bara beröm utan även en hel del kritik och den så kallade Bobergfejden utbröt. Beställaren, Nobelinstitutet, blev osäker och sköt upp sitt beslut några år.
Men kritiken blev massiv; speciellt gillades inte de främmande “orientala inslagen“. Ragnar Östberg riktade hårda angrepp mot Bobergs förslag i Svensk Tidskrift och menade att Bobergs skapelse tedde sig som “en blandning av en islamistisk moské, en italiensk villa och en amerikansk skyskrapa - ej lämpad att hedra Alfred Nobels minne“. Utöver Östberg hade även debattören August Brunius och arkitekten Ivar Tengbom kallat Bobergs arkitektur för osund och osvensk. Nobelkommittén blev inbördes oenig och drog sig slutligen ur sitt stora projekt i december 1913.

### Skyskrapa på Blasieholmen

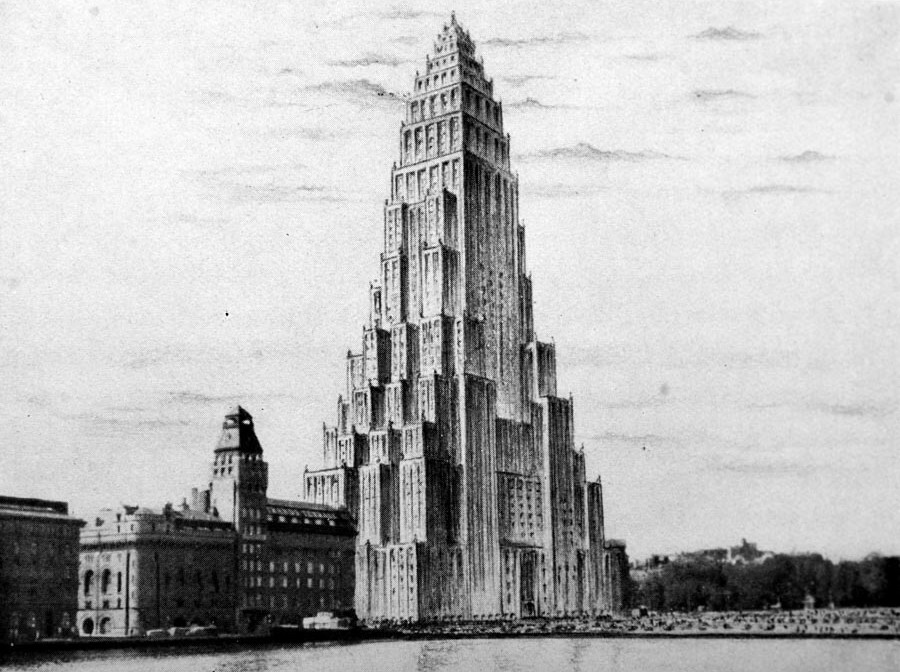
Thor Thörnblads torn på Blasieholmen, fotomontage från 1927.

Under 1920-talet hade Stockholms bostadssituation fortfarande inte fått sin lösning. Enligt stadsarkitekten Sigurd Westholm fanns två vägar att gå, antingen förtätning av stenstaden eller spridning till de nyförvärvade ytterområden Enskede och Bromma. Själv föredrog han fortsatt utbyggnad av Stockholms trädgårdsstäder i ytterområden. Men det fanns även radikala och fantasifulla förslag till förtätning av Stockholms innerstad. Ett kom 1927 från ingenjören Thor Thörnblad som ville bygga en 40 våningar hög skyskrapa vid Norra Blasieholmshamnen intill Nybroviken. Grunden till denna enorma byggnaden skulle uppta hela kvarteret Ladugårdsbron som begränsas av Stallgatan, Blasieholmstorg och Arsenalsgatan. Thor Thörnblads skyskrapa och trafikplan förutsatte att hela kvarteret Ladugårdsbron med Musikaliska akademien, Utrikesministerhotellet och övriga byggnader i kvarteret måste rivas, så även Fersenska palatset i nästa kvarter.
Den USA-influerade skyskrapan på Blasieholmen skulle bli Europas högsta och överträffa de just färdigställda Kungstornen med 23 våningar. Byggnaden var uppdelad i tre regioner, en för butiker, en för kontor och en för bostäder. Thörnblads förslag mottogs med blandade kommentarer som "djärv" och "framsynt" eller att byggnaden inte passade in och skulle störa utsikten från Skansen. Stockholms stadsbyggnadskontor avfärdade Thörnblads torn som ett luftslott. Men Thörnblad gav sig inte och presenterade året efter ett nytt, nedbantat förslag med 25 våningar. Nu liknade hans byggnad en pyramid bestående av sex på varann staplade lådor. Nybroviken hade han delvis fyllt igen och förvandlad till parkeringsplats för bilar.
Thor Thörnblads torn ("Thors torn") fick ny uppmärksamhet i samband med de ursprungliga planerna för Tors torn vid Torsplan, ritat av Aleksander Wolodarski i början av 2000-talet och som skulle bli 140 meter högt. Fotografen och journalisten Lars Epstein menade i Dagens Nyheter i januari 2010 att det passar lika illa vid Torsplan som det gamla "Thors torn" gjorde vid Nybroplan.

### Broprojekt

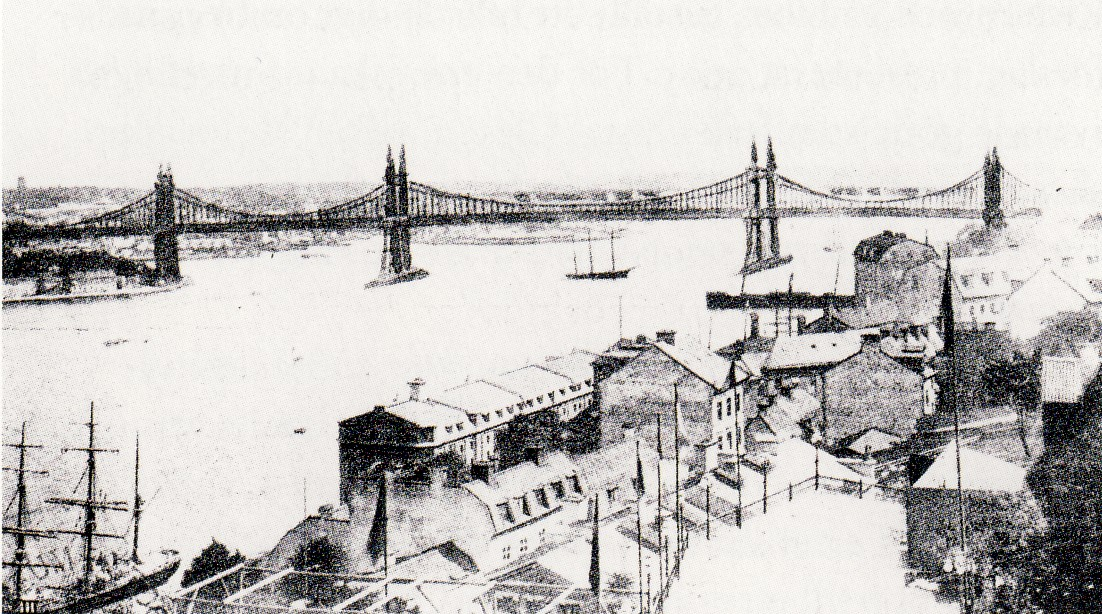
Hjalmar Cassels förslag till en kombinerad hängbro för spår- och vägtrafik från år 1906.

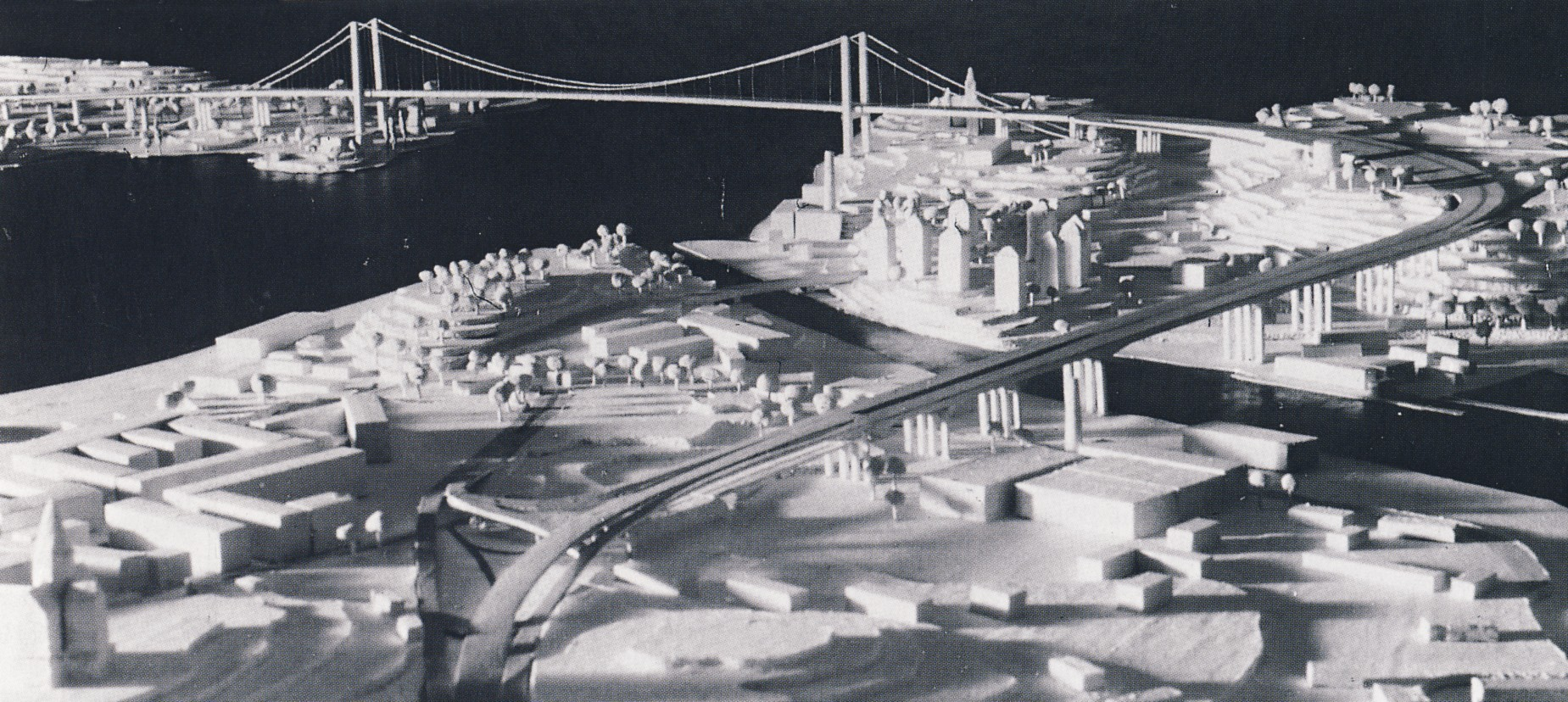
Tävlingsförslag från 1948 för en Österbro upprättat av tyska ingenjörsbyrån Fritsch & Co.

Innan Västerbron och Tranebergsbron löste en rad trafikproblem för Stockholm fanns många förslag hur stadens öar skulle knytas samman med hjälp av broar. Även järnvägen integrerades i dessa planer. 1905 lade grosshandlaren Josef Carlsson ett förslag för en kombinerad järnvägs- och fordonsbro över Riddarfjärden. Det skulle bli en 750 meter lång bågvalvsbro i tung vasastil med järnvägsspår på det övre planet och spårvägs-, kör- och gångtrafiken på det undre. 
År 1906 presenterade Hjalmar Cassel sin idé för en Österbro i tidskriften Idun. Bron skulle utformas som en hängbro och sträcka sig över Saltsjön från något öster om Slussen och över till Skeppsholmen. Han förordade en dubbelbro med järnvägsspåren på den undre delen och körbanor på den övre. Han tyckte att förslaget skulle onödiggöra en ombyggnad av Slussen och dessutom "oerhört berika huvudstadens skönhet".
En Riddarfjärdsbro väster om Stockholms stadshus föreslogs 1919 av Årstabrons arkitekt Cyrillus Johansson. Sten Branzell ville ha en kombinerad tåg- och gatubro från Ringvägen till Kungsklippan och 1926 lanserade ingenjören P.B. Härje ett förslag till dubbelbro med arkader öster om Stockholms stadshus. Trafikträngseln i Gamla stan försökte ingenjören Olof Stendahl lösa 1928 genom en upplyft bilbana ovanför Skeppsbrons tullmagasin. Stockholms skönhetsråd anmälde kritik av estetisk art. I februari 1929 sökte Medborgarhusets arkitekt Martin Westerberg lösa Gamla stans genomgångstrafik med en viadukt som på sex meters höjd förde fordonstrafiken längs Österlånggatans östra sida, där bebyggelsen måste rivas. Istället för Räntmästarhuset hade han tänkt sig ett modernistiskt byggnadskomplex.
På 1940-talet fick projektet Österbron ny aktualitet. Bron skulle bli en viktig länk i den planerade Österleden. 1948 utlyste Stockholms stad en internationell tävling om en ny Österbro. Det inkom 196 förslag från 33 länder. Bland förslagen märks bidraget av tyska ingenjörsbyrån Fritsch & Co. Deras hängbro sträckte sig lik en Golden Gate Bridge från Biskopsudden på Djurgården över Stockholms inlopp till Henriksdalsberget, varefter leden svängde av vid Henriksdal till en bro över Danvikskanalen med anslutning till en förlängd Ringvägen. År 2012 väntar en “Östlig förbindelse” fortfarande på en lösning, och det finns även försök att lyfta frågan om en österbro.

### Årstabanan

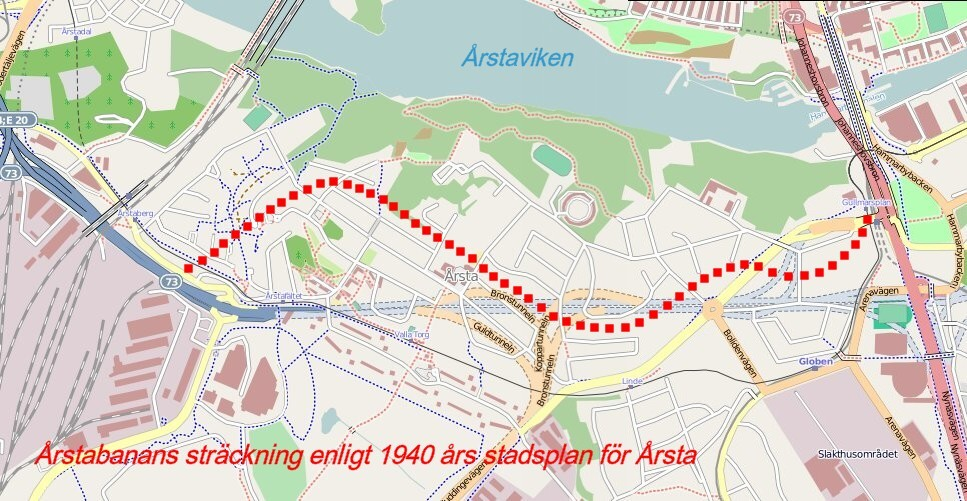
Årstabanan inlagd på en karta från 2009.

Årstabanan var en planerad gren av Stockholms tunnelbana genom Årsta som fanns med i underlaget för det tunnelbanebeslut som togs den 16 juni 1941. Redan i den första stadsplanen för Årsta som togs fram 1939 finns mark reserverad från Gullmarsplan till Tavelsjövägen. Ett nytt förslag på omfattningen togs fram av borgarråden Yngve Larsson, Harry Sandberg och Halvar Sundberg och lämnades till kommunfullmäktige den 6 september 1940. Över Skanstull tänkte man sig tre linjer, dels linjer som ersättning för de befintliga spårvägslinjerna Örbybanan och Enskedebanan, men även en sydvästlig linje över Årsta mot Västberga. Årstabanan skulle få fem stationer. Linjedragningen och avsatta trafikreservat redovisades på stadsplanerna från 1939−1944. År 1951 stod det klart att reservatet för Årstabanan inte längre var nödvändigt. När den första detaljplanen för Tavelsjövägen togs fram samma år hade trafikreservatet i den delen av Årsta strukits. När Televerket 1958 uppförde en telestation på Vättersvägen ströks det intilliggande spårreservatet och gjordes om till parkmark.

### 1960-talets planerade trafikleder

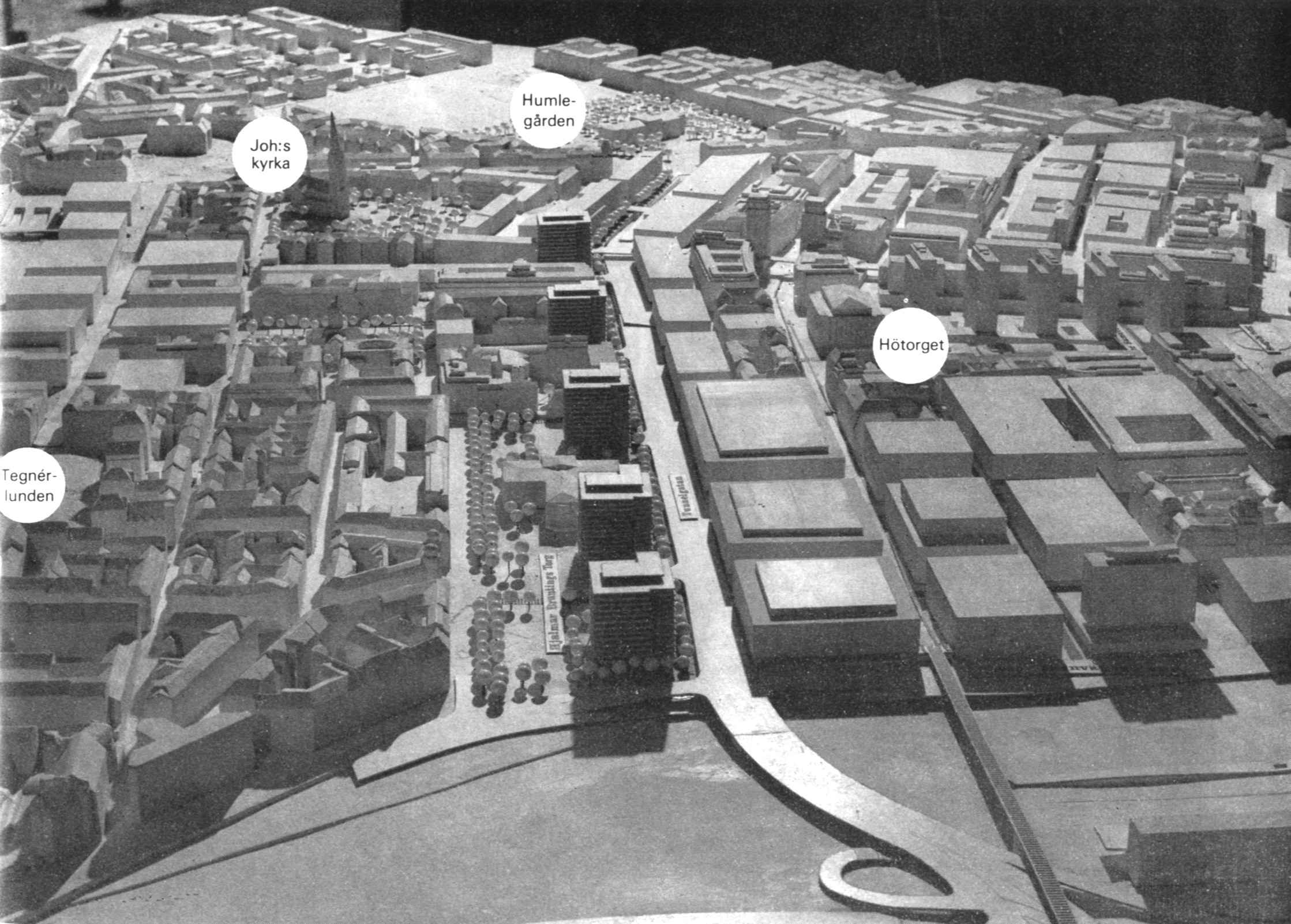
Modell för planeringen inom City 67 med Tunnelgatans sträckning österut från Klara sjö till Humlegården, vy från väst mot öst.

Inom ramen för 1962 års cityplan och 1967 års cityplan samt Söder 67 planerades en lång rad trafikleder med broar och tunnlar som aldrig eller bara delvis blev byggda. Stockholms city skulle anpassas till den växande bilismen och planerna kallades “Citys bilförsörjning”. Här några exempel: 
- Brommagrenen skulle gå från Essingeleden vid Stora Essingen och ut på en bro över till Alvik och vidare till Bromma flygplats innan den skulle anslutas till E18 vid Hjulsta. Anslutningsramperna vid Essingeleden färdigställdes.

- Blasieholmsleden skulle förbinda Strandvägen via en bro och en tunnel med Skeppsbron. Leden ingick i Norrmalmsregleringens byggfas 5 som aldrig genomfördes.

- Huvudstaleden planerades som en stadsmotorväg från Brommaplan till Essingeleden och Klarastrandsleden. Bygget påbörjades 1964 men har bara delvis färdigställts med bland annat Huvudstabron, en bit ruinmotorväg och anslutningar vid nuvarande Pampas trafikplats.

- Klarabergsleden skulle sammankoppla Rålambshovsleden med Klarabergsgatan, den utförda och numera överdimensionerade Klarabergsviadukten ingick i leden.

- Rådmansleden skulle gå från Kungsholmen till Lidingö. Lidingöbron förbereddes med ett tredje körfält för den framtida leden och trafikplatsen med tre broar över Barnhusviken blev, förutom Barnhusbron aldrig byggd.

- Skarpnäcksleden var en planerad trafikled genom Björkhagen, Kärrtorp och Bagarmossen och skulle bli en nord-sydlig förbindelselänk mellan Södra länken och Tyresövägen. 1991 beslöts att leden inte skulle byggas.

- Tunnelgatan som en upplyft och breddad, 4-filig huvudgata från Klarastrandsleden via Humlegårdsgatan till Sturegatan ingick i Norrmalmsregleringens byggfas 3 som aldrig realiserades.

- Söder 67 berörde bland annat breddning av Hornsgatans östra del och Götgatans norra del samt rivning och nybyggnad av bebyggelsen på Östra Mariaberget.